# Sylla
Pour les articles homonymes, voir Cornelius Sulla et Sylla (homonymie).

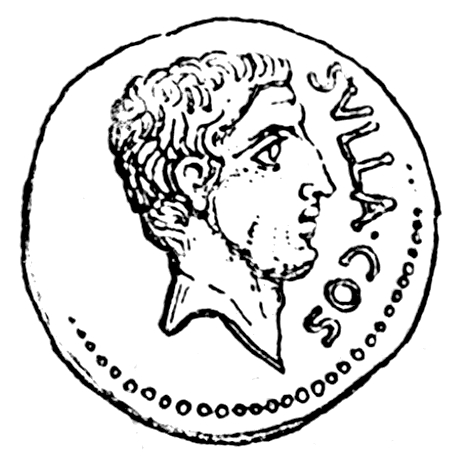
Portait de Sylla à l'avers d'un denier de son petit-fils. Légende : « SYLLA COS ». Il s'agit là de son seul véritable portrait. On ne peut pourtant que difficilement identifier un buste anonyme aux contours plus ou moins semblables, d'autant plus qu'on a mis en doute le réalisme de ce portrait.

Sylla ou Sulla, en latin Lucius Cornelius Sulla (Felix à la fin de sa vie), né en 138 av. J.-C. et mort en 78 av. J.-C. à Pouzzoles (Campanie), est un célèbre général et homme politique romain de la fin du IIe et du début du Ier siècle av. J.-C., dictateur jusqu'à son abdication en 81 av. J.-C..
Né dans une famille de vieille aristocratie déchue, il reçoit une éducation digne de son rang, bien que les auteurs antiques évoquent une jeunesse de débauche, influencés par des sources postérieures hostiles à Sylla. Il gagne une excellente réputation auprès des soldats à partir de -107 alors qu'il est lieutenant de Caius Marius pendant la guerre de Jugurtha. Il retire de la gloire de la capture de Jugurtha en 105, au détriment de son chef, et participe avec éclat aux campagnes contre les Cimbres et Teutons entre 104 et 101, d'abord sous Marius puis sous Catulus. Marius, riche homo novus, est extrêmement populaire grâce à ces deux guerres victorieuses, mais vite isolé dans les années suivantes. Il naît une forte inimitié entre lui et Sylla pendant cette période.
Élu préteur en -97 après un échec l'année précédente, il devient ensuite proconsul en Cilicie en l'an  -96, établissant Ariobarzane sur le trône de Cappadoce et mettant en échec les projets de Mithridate VI du Pont. Il négocie le premier traité diplomatique de Rome avec les Parthes. Après son retour à Rome en -95, il ne postule pas au consulat et ne revient sur le devant de la scène qu'en- 90 comme légat lors de la guerre sociale, à l'instar de Marius. Dans ce conflit très dur où les Italiques prennent d'abord l'avantage sur Rome, Sylla remporte de nombreux succès, obtenant la couronne obsidionale et étant le principal acteur de la victoire finale de Rome. À l'inverse, Marius y voit encore diminuer son prestige. Sylla, désormais l'homme providentiel à Rome, est élu consul avec Pompeius Rufus pour l'année -88, se voit attribuer le commandement pour la guerre contre Mithridate et conclut un mariage prestigieux avec Caecilia Metella Dalmatica.
Commence alors la première guerre civile entre Marius et Sylla. Un tribun de la plèbe, Sulpicius Rufus, se rallie à Caius Marius, aux réformateurs et à leurs propositions démocratiques. Sylla ne peut maintenir l'ordre à Rome et rejoint son armée, soit abusé par un accord trouvé avec le tribun et Marius, soit qu'il se prépare à combattre. Sulpicius Rufus fait destituer Pompeius Rufus et fait confier le commandement de la guerre en Orient à Marius. Les consuls marchent sur Rome, fait exceptionnellement grave, s'emparent de la ville et contraignent Marius à la fuite. Les principaux populares sont déclarés « ennemis publics », et si Marius échappe à la mort, Sulpicius Rufus est assassiné. La vie politique à Rome semble reprendre son cours, mais Pompeius Rufus est tué à son tour par ses soldats et Sylla préfère s'embarquer pour l'Orient. Les populares reprennent le pouvoir à Rome, par l'intermédiaire de Caius Marius et Cornelius Cinna, consul quatre années de suite. Les partisans de Sylla sont tués ou bannis.
Marius, très âgé, décède en -86, mais l'Italie et Rome sont aux mains des populares tandis que Sylla mène la guerre en Orient. Mithridate a fait exécuter des dizaines de milliers de résidents romains et italiens en Asie et la majeure partie de la Grèce s'est ralliée à lui. La guerre se termine par la victoire des légions romaines, pourtant inférieures en nombre, menées par Sylla. Celui-ci signe la paix de Dardanos en -85, peu défavorable au roi du Pont qui conserve son royaume et l'immense butin raflé par ses pillages au début de la guerre. Mais Sylla a hâte d'en finir, car sa position est délicate, étant un « ennemi public » à Rome. Il réorganise la province d'Asie et regagne lentement l'Italie au début de l'année -83. Il sort vainqueur de la nouvelle guerre civile à la fin de l'an -82. Pour procéder à une purge politique tout en évitant les règlements de comptes aveugles qui ont eu lieu sous le régime des partisans de Marius, il recourt à une méthode originale : la proscription de 82.
Sylla se fait nommer dictateur. Il obtient des pouvoirs constituants à vie — « dictator legibus scribundis et rei publicae constituendae » — et concentre entre ses mains, sans conditions de durée, la plénitude de l'autorité publique. Après avoir célébré son triomphe, il prend le second cognomen de Felix et restaure le pouvoir du Sénat romain, dans l'espoir de sauver la République « aristocratique » et limite le pouvoir des tribuns de la plèbe, vecteurs de l'opposition populaire. L'œuvre réformatrice qu'il entreprend n'a pas de vocation monarchiste. Il abdique la dictature six mois plus tard, au milieu de l'année -81. Il conserve son imperium et se fait élire consul pour l'année -80.
À l'issue de son second consulat, Sylla se retire en -79 de la vie politique, avant de mourir un an plus tard à Pouzzoles, en Campanie, en l'an -78.

## Biographie
« Aristocrate de vieille lignée, doté d'une profonde culture grecque, mais aussi stratège et diplomate hors du commun, Sylla est un homme d'exception. [...] Homme d'État attaché aux valeurs traditionnelles qui ont fait la grandeur de la Cité, il tente de désarmer ceux qui veulent la guerre à outrance. Et lorsqu'il a acquis la victoire définitive, il exerce un pouvoir absolu, probablement d'une façon moins sanguinaire que d'autres.
Le passage d'une République à un régime impérial [...] a constitué un long processus au cours duquel la dictature de Sylla a été un moment capital. [...] Il est affligé [...] de la plus sinistre des réputations posthumes : ses successeurs, en particulier Jules César et Auguste, plus cyniques que lui, se servent à leur profit de ses réformes, mais s'acharnent à le présenter comme le parangon de tous les vices.
Le hasard, ou une censure délibérée, a éliminé tous les témoignages qui peuvent lui être favorables. [...] Il ne nous reste, pour connaître un personnage de cette stature, que des historiens et des biographes qui ont travaillé de seconde main et qui ont puisé à des sources suspectes de quelque partialité. »

— François Hinard, Sylla, 1985, Fayard, Quatrième de couverture et Avant-Propos.

### Naissance et ascendance
Sylla provient d'une illustre et importante gens patricienne de l'histoire romaine, les Cornelii, et compte parmi ses ascendants plusieurs personnages de haut rang, issus de la branche des Cornelii Rufini Sullae.
Cette famille possède probablement de nombreux membres illustres, mais il manque des informations dans les sources antiques. Le premier membre connu de cette branche est Publius Cornelius Rufinus, dictateur à la fin du IVe siècle av. J.-C. Son fils ou petit-fils Publius Cornelius Rufinus est consul par deux fois, en 290 puis à nouveau en 277, mais aussi dictateur. Il vainc les Samnites lors de la troisième guerre samnite ainsi que les Sabins et les Lucaniens, ce qui lui vaut les honneurs du triomphe. Il combat aussi lors de la guerre de Pyrrhus en Italie. Cependant, en 275, il est exclu du Sénat pour corruption, ayant montré un luxe excessif,. Des raisons politiques ou personnelles ont peut-être guidé la décision des censeurs.

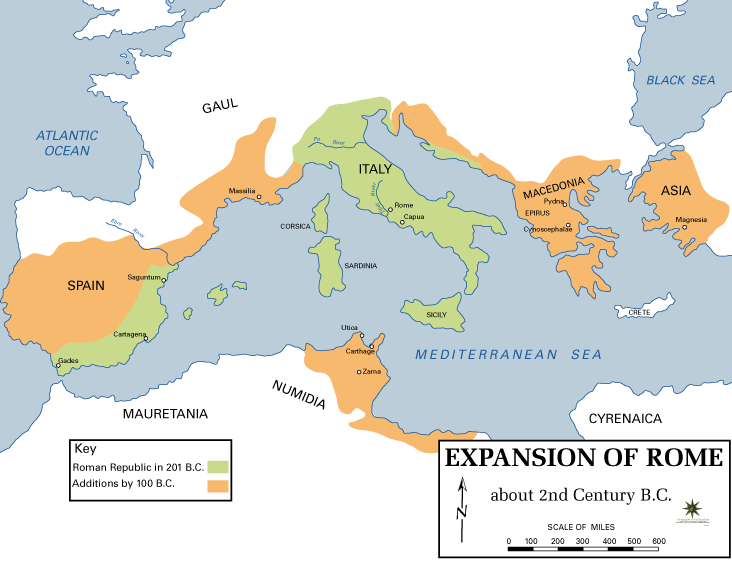
Expansion de la République romaine au

Cela marque le déclin de cette famille, tant d'un point de vue politique que financier, bien que ce déclin soit exagéré par les auteurs antiques, par exemple Plutarque qui déclare que « ses descendants vécurent depuis dans l’obscurité » ou Salluste : « il appartenait à une famille patricienne, qui avait perdu presque tout son renom par la nullité de ses ancêtres immédiats ». Le fils du double consulaire est cependant nommé flamen dialis, un des trois flamines majeurs ayant le plus haut rang de la hiérarchie et chargé du culte de Jupiter, mais cette charge l'exclut de la vie politique. Il est peut-être le premier à troquer le cognomen Rufinus par Sulla. Le fils du prêtre, prénommé aussi Publius, atteint la préture urbaine en 212 et est le premier à organiser les Jeux apollinaires. Il n'atteint cependant pas le consulat, soit par incapacité, soit parce qu'il est mort lors de la deuxième guerre punique. Ses deux fils, Publius et Servius, atteignent aussi la préture, exercée sur la Sicile et la Sardaigne au début du IIe siècle av. J.-C., mais pas le consulat,.
Le père de Sylla se nomme Lucius Cornelius Sulla et non Publius, ce qui peut indiquer qu'il est le cadet du préteur Publius. Il exerce une magistrature ou un commandement en Asie. Rien n'est connu de sa mère, mais elle décède alors qu'il est jeune, ayant une belle-mère « qui l’aimait comme s’il eût été son propre fils ».
Sylla naît en l'an 138 av. J.-C.
Il a un frère, Publius, et de là un neveu, qui sera défendu par Cicéron. Il a aussi une sœur, Cornelia, qui épouse un Nonius Sufenas père de Sextus Nonius Sufenas, qui sera préteur en 81 av. J.-C.

### Jeunesse: pauvreté et vie de débauche
Les sources antiques insistent sur l'extrême pauvreté de sa famille, notamment Plutarque qui dit qu'il « fut élevé dans un état de fortune très médiocre. Pendant sa jeunesse, il occupait une maison de louage d’un prix modique ». Cela semble très exagéré au vu des magistratures exercées par son grand-père et son grand-oncle, et si son père n'est probablement pas membre de l'ordre sénatorial, il l'est peut-être de celui de l'ordre équestre.
Quoi qu'il en soit de la relative modestie de sa fortune, le jeune homme reçoit une formation digne de ses origines et des jeunes aristocrates romains, se formant notamment à la rhétorique, qu'il complète probablement par un voyage en Grèce. Toutes les sources s'accordent à faire de lui un personnage très cultivé. Très bon orateur, le jeune Sylla possède donc une solide culture grecque et latine. Même l'historien Salluste, qui n'est pas favorable à Sylla, a dit de lui qu'il « avait une connaissance des lettres grecques et latines digne des savants les plus érudits, ».
Les historiens antiques non contemporains, se basant probablement sur des sources hostiles à Sylla, dépeignent une vie de débauches dans sa jeunesse, lui reprochant notamment une trop grande proximité avec les acteurs de théâtre, ainsi que des rapports homosexuels avec un jeune comédien, ce qui est particulièrement mal vu par l'aristocratie romaine,. Ces descriptions sont à nuancer. Plutarque rapporte aussi qu'il s'enrichit adolescent en héritant de sa belle-mère et d'une riche affranchie bien plus âgée que lui, dont il était devenu l'amant.

« On peut juger de l’air de sa figure par les statues qui nous restent de lui : ses yeux sont pers, ardents et rudes ; et la couleur de son visage rend encore son regard plus terrible. Elle est d’un rouge foncé, parsemé de taches blanches ; on croit même que c’est de là qu’il a tiré son nom. »

— Plutarque, Vies parallèles des hommes illustres, Sylla, 2 - Traduction Ricard, Paris, 1840.
Selon Plutarque, Sylla épouse d'abord une certaine Ilia, puis Aelia. Il s'agit probablement d'une seule et même personne. De ce mariage naît une fille, Cornelia Sylla, en l'an 109,.
Avant de commencer son cursus honorum à l'âge de 30 ans, Sylla a probablement dû accomplir dix années de service militaire à l'instar de ses pairs. Il sert peut-être en Afrique sous Quintus Caecilius Metellus.

### L'ascension de Sylla

#### Questure et légat contre Jugurtha en Numidie (107-105)
Il est élu questeur pour l'an 107. Il est rattaché au consul Caius Marius, un des premiers homo novus, qui se fait attribuer le proconsulat en Afrique et le commandement de la guerre de Jugurtha, en Numidie, au détriment de Quintus Caecilius Metellus. Sylla reste d'abord en Italie où il est d'abord chargé de lever une troupe de cavalerie auxiliaire puis de la transférer en Afrique, charge dont il s'acquitte parfaitement, démontrant là des qualités d'organisation et de commandement.

« En peu de temps, il devient plus habile que personne. Il parle au soldat avec douceur, répond à ses demandes, souvent lui accorde spontanément une faveur, fait des difficultés pour accepter un service, se hâte d'y répondre par un autre, plus qu'il n'a fait de la restitution d'un emprunt, ne demande jamais rien à personne, s'attache plutôt à avoir une foule d'obligés, prodigue, même aux plus humbles, plaisanteries ou propos sérieux, est partout dans les travaux, les marches, les veilles, et jamais n'imite les ambitieux médiocres, en disant du mal du consul ou des gens de bien ; il se borne simplement à ne se laisser devancer par personne dans le conseil ni l'action, et prend ainsi le pas sur tous. Ces procédés et ces pratiques le rendent bien vite très cher à Marius et aux soldats. »

— Salluste, Guerre de Jugurtha, 96 - édition de François Richard, 1933.

La Numidie entre 112 et 105, et les batailles majeures de la guerre.

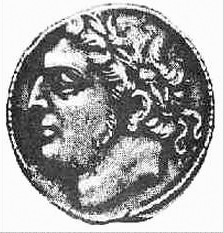
Pièce à l'effigie de Jugurtha.

Caius Marius est en Afrique depuis 109 comme légat du consul puis proconsul Metellus. Outre ses succès militaires, Marius s'illustre par son attitude envers ses hommes, sévère mais juste. Profitant de sa popularité, il quitte le théâtre des opérations pour être élu consul pour l'an 107, et reprend le contrôle de la guerre de Jugurtha. Metellus doit subir l’affront de voir son ancien client s’approprier ses troupes et remporter une guerre qu'il a déjà lui-même presque gagnée en repoussant le roi numide aux limites de la Maurétanie, où les Romains mettent aussi à mal l'allié et beau-père de celui-ci, le roi de Maurétanie Bocchus,. Cependant, il devient évident que Rome ne peut vaincre définitivement Jugurtha sur son territoire, quand bien même ce dernier se retrouve en grande difficulté à la fin de l'année 106, notamment après une bataille où il a perdu le gros de ses troupes, en partie à cause de l'intervention de la cavalerie menée par Sylla,.
Des négociations s'ouvrent entre Bocchus et Marius, qui lui envoie un ancien préteur et Sylla. C'est ce dernier qui est chargé des pourparlers, proposant au roi de Maurétanie l'alliance de Rome et des concessions territoriales. Ces négociations sont rendus difficiles par le fait que Jugurtha est tenu au courant des pourparlers, qu'il se méfie de son beau-père et que Bocchus lui-même hésite sur la marche à suivre,,.

« Résolu de trahir [Jugurtha], il appela auprès de lui Sylla, aimant mieux que ce fût lui qui le prît et le livrât aux Romains que de le leur livrer lui-même. Sylla, après avoir communiqué l’affaire à Marius, prit un petit nombre de soldats, avec lesquels il alla s’exposer au plus grand péril, en se confiant à un Barbare qui manquait de foi à ses plus proches ; et, pour retirer Jugurtha de ses mains, il alla s’y mettre lui-même. Quand Bocchus les vit l’un et l’autre en sa puissance, et qu’il se fut mis dans la nécessité de trahir l’un des deux, il flotta longtemps entre des résolutions opposées ; enfin, il se décida pour la première trahison qu’il avait projetée, et remit son gendre entre les mains de Sylla. »

— Plutarque, Vies parallèles des hommes illustres, Sylla, 3 - Traduction Ricard, Paris, 1840.
Sylla montre dans cet épisode une détermination exemplaire, une très grande habileté dans les négociations, une forte autorité sur ses hommes, et il n'hésite pas à prendre des risques importants, jouant un peu avec la chance. Bocchus  reçoit le titre d'« ami de Rome » ainsi que la partie occidentale de la Numidie.

« Mais, par l’envie qu’on porte au consul Marius, on attribue à Sylla la gloire d’avoir fait Jugurtha prisonnier. Marius en conçoit un violent dépit, que la conduite de Sylla ne fait qu’augmenter encore. Naturellement vain et longtemps ignoré dans Rome, Sylla commence à acquérir de la considération. Séduit par cette première amorce de gloire, il en vient à cet excès de vanité de faire graver cet événement sur un anneau qu’il porte toujours depuis, et qui lui sert de cachet. On y voit Bocchus qui livre Jugurtha, et Sylla qui le reçoit de ses mains. »

— Plutarque, Vies parallèles des hommes illustres, Sylla, 3 - Traduction Ricard, Paris, 1840.
L’aristocratie romaine, déjà hostile à Marius, homo novus, profite de cet épisode, ainsi que de la compétence de Sylla à la tête de la cavalerie auxiliaire, pour lui attribuer le mérite de mettre fin à cette guerre. Il n'est pas pardonné à Marius de s'être fait attribuer le commandement de la guerre au détriment de Quintus Caecilius Metellus, à qui l'on accorde d'ailleurs le triomphe et qui prend le surnom de Numidicus, « vainqueur des Numides », proclamant là que c'est bien lui et non Marius qui a remporté les victoires décisives. Caius Marius a aussi le droit au triomphe, et c'est devant son char que marche Jugurtha chargé de fers, avant d'être étranglé au Tullianum. Mais bien que très populaire auprès de la plèbe et des soldats après cette campagne en Numidie, Marius ne peut tirer pleine gloire de cette victoire, vu que la capture de Jugurtha par Sylla est relayée, et, de là, naît peut-être déjà une haine inextinguible entre les deux hommes.

#### Lieutenant dans la guerre des Cimbres (104-101)

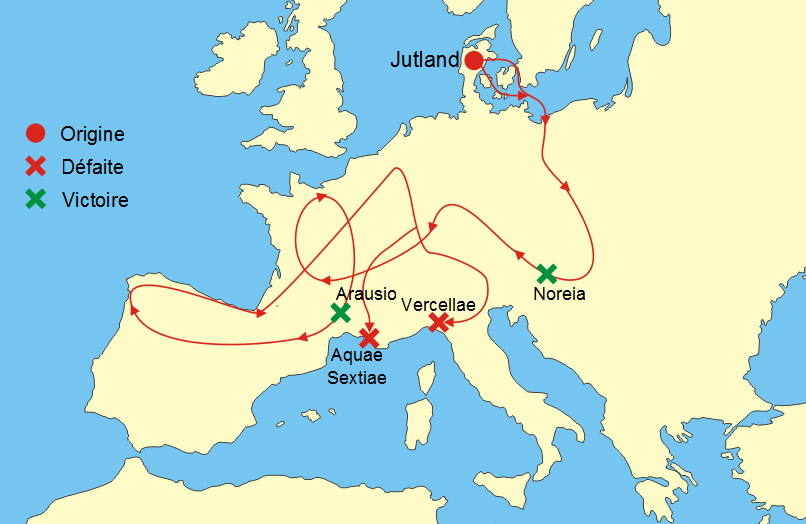
Migration des Teutons, des Cimbres et des Ambrons.
Victoires cimbres et teutonnes (113 à 105).
Défaites cimbres et teutonnes (102 et 101).

Les défaites répétées des armées romaines au nord face aux Cimbres et aux Teutons sont l'occasion pour Marius de renouveler sa gloire et de consolider son pouvoir. Les deux peuples ont en effet remporté, au nord des Pyrénées, une série de victoires contre l’armée romaine, favorisées par les rivalités au sein de l'aristocratie sénatoriale, dont la défaite à la bataille d'Arausio en 105 constitue le point culminant. Ces défaites ont affolé la population romaine, en réveillant le spectre de l’invasion de Rome par les Gaulois au IVe siècle av. J.-C. Ainsi, l'heure n'est pas à la dissension entre populares et optimates. Caius Marius, chef de guerre populaire et victorieux, se voit confier le consulat afin de mettre fin à la menace.
Peut-être par volonté d'assurer l'union sacrée à Rome, Sylla est nommé légat en 104 et tribun militaire en 103. Les Germains, malgré leurs victoires sur les forces romaines, ne prennent pas la direction de l'Italie, laissant à Marius le temps de renforcer son dispositif militaire ainsi que de mener à bien une politique de pacification dans le sud de la Gaule, romaine depuis moins de vingt ans. Sylla joue un rôle éminent, capturant le roi des Tectosages qui s'était allié aux Germains. Ramenant son peuple dans l'orbite de Rome, il parvient aussi à convaincre une tribu germanique de s'allier à Rome. Ce répit est l’occasion pour Marius d'affirmer définitivement sa supériorité sur la nobilitas. Avec l’aide des populares, qui forment désormais à Rome un véritable parti « marianiste », son commandement est prolongé par son élection au consulat plusieurs années consécutives,.
En 102, lorsque les Germains menacent à nouveau la péninsule italienne, Caius Marius fait face aux Teutons et Ambrons en Gaule, les anéantissant à la bataille d'Aix. Son collègue au consulat, Quintus Lutatius Catulus, est chargé de barrer les cols des Alpes aux Cimbres, mais avec une armée insuffisante, trois fois inférieure en nombre à celle de Marius. Il s'adjoint Sylla comme légat, ce dernier préférant s'associer à Catulus plutôt que de continuer d'évoluer sous Marius, et Sylla fait encore ses preuves en soumettant des tribus gauloises dans les montagnes et en mettant en place un système de renseignement afin d'anticiper les mouvements des Germains. Catulus et Sylla essuient plusieurs revers et ne parviennent pas à empêcher les Cimbres de franchir les Alpes ni l'Adige, mais ralentissent l'armée germaine tout en limitant les pertes, Sylla permettant en outre d'assurer le ravitaillement des hommes et de relever le moral des forces romaines terrifiées par les Cimbres,.

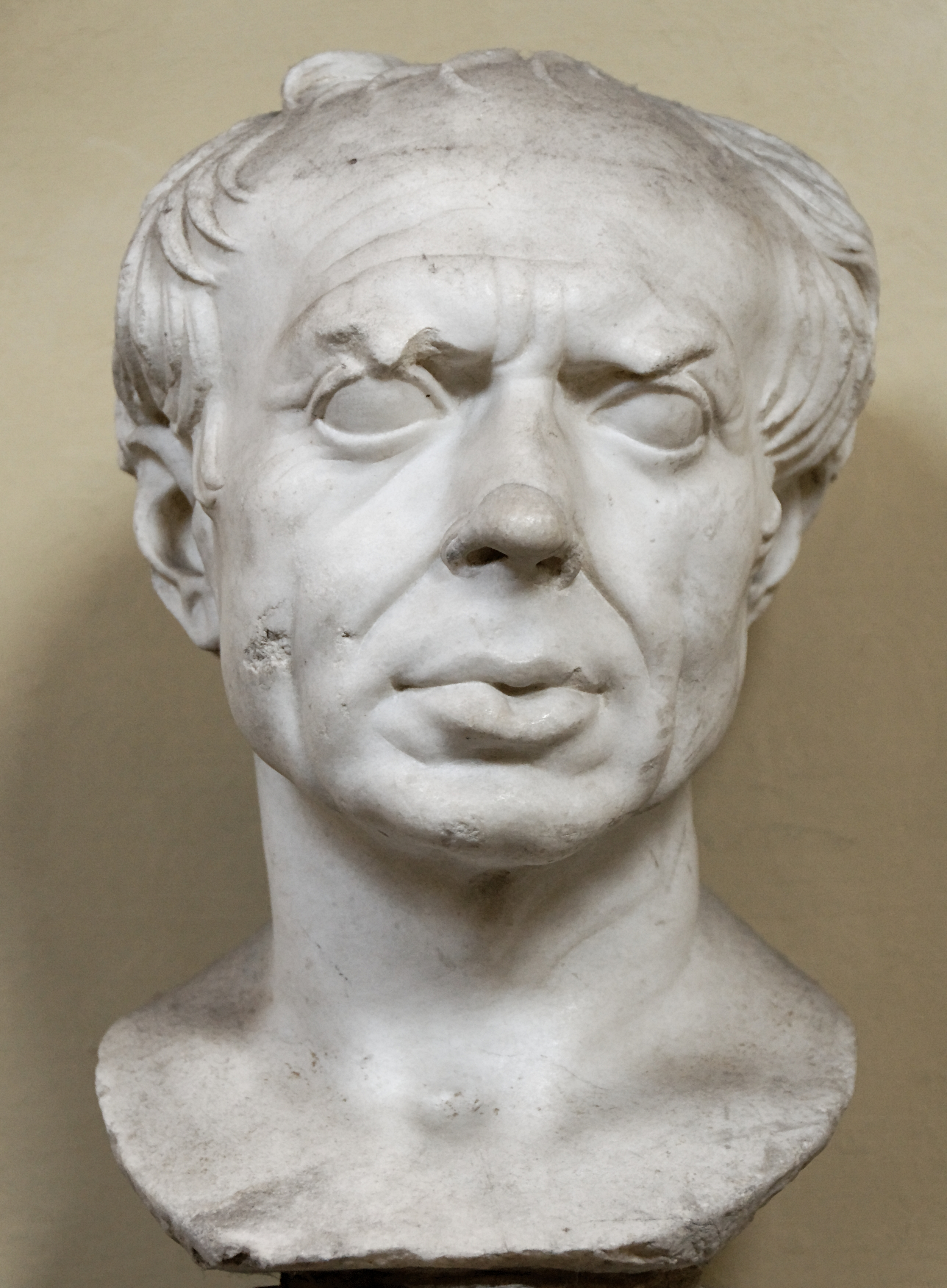
Buste présumé de Marius, musée Chiaramonti, Rome.

En 101, Marius est à nouveau consul tandis que Catulus est dorénavant proconsul, Sylla restant légat de ce dernier. C'est à Marius que revient le commandement suprême de toutes les légions romaines pour faire face aux Cimbres, qui sont écrasés à la bataille de Verceil. Catulus et Sylla ont été placés au centre du dispositif romain qui supporte l'effort décisif de la bataille. Mais Marius s'arroge aux yeux de la postérité le bénéfice de la victoire, provoquant une polémique et une inimitié définitive entre les deux chefs. Marius et Catulus ont droit au triomphe,.

### Une carrière politique difficile

#### Échec et succès à la préture (99-97)
De retour à Rome, Sylla est décidé à se lancer dans la poursuite du cursus honorum, choisissant de se présenter directement à la préture à l'été 99, ayant l'âge minimum requis de quarante ans pour l'année suivante, plutôt que de passer par l'édilité. Ayant passé de nombreuses années en campagne militaire, il a pris du retard pour sa carrière politique mais il pense que ses exploits suffiront à le faire élire pour l'année 98. Il échoue cependant, le léger soutien de l'aristocratie romaine étant insuffisant face à ses adversaires et à la popularité de Caius Marius,.
Menant une campagne plus sérieuse à l'été 98, il parvient cette fois-ci à être élu, ses adversaires lui reprochant d'avoir corrompu les électeurs,.
Le tirage au sort lui attribue la préture urbaine pour l'an 97 et il se trouve chargé d'organiser les Jeux apollinaires, ceux-là mêmes qui furent organisés pour la première fois plus d'un siècle auparavant par son propre bisaïeul. Les jeux sont exceptionnels, notamment grâce au soutien du roi allié Bocchus.

#### Proconsulat en Cilicie et campagne en Cappadoce (96)
Il est ensuite nommé proconsul de la Cilicie pour l'année 96. À la tête d'une armée, il doit lutter contre les pirates d'une part, et remettre de l'ordre dans les affaires de Cappadoce d'autre part.

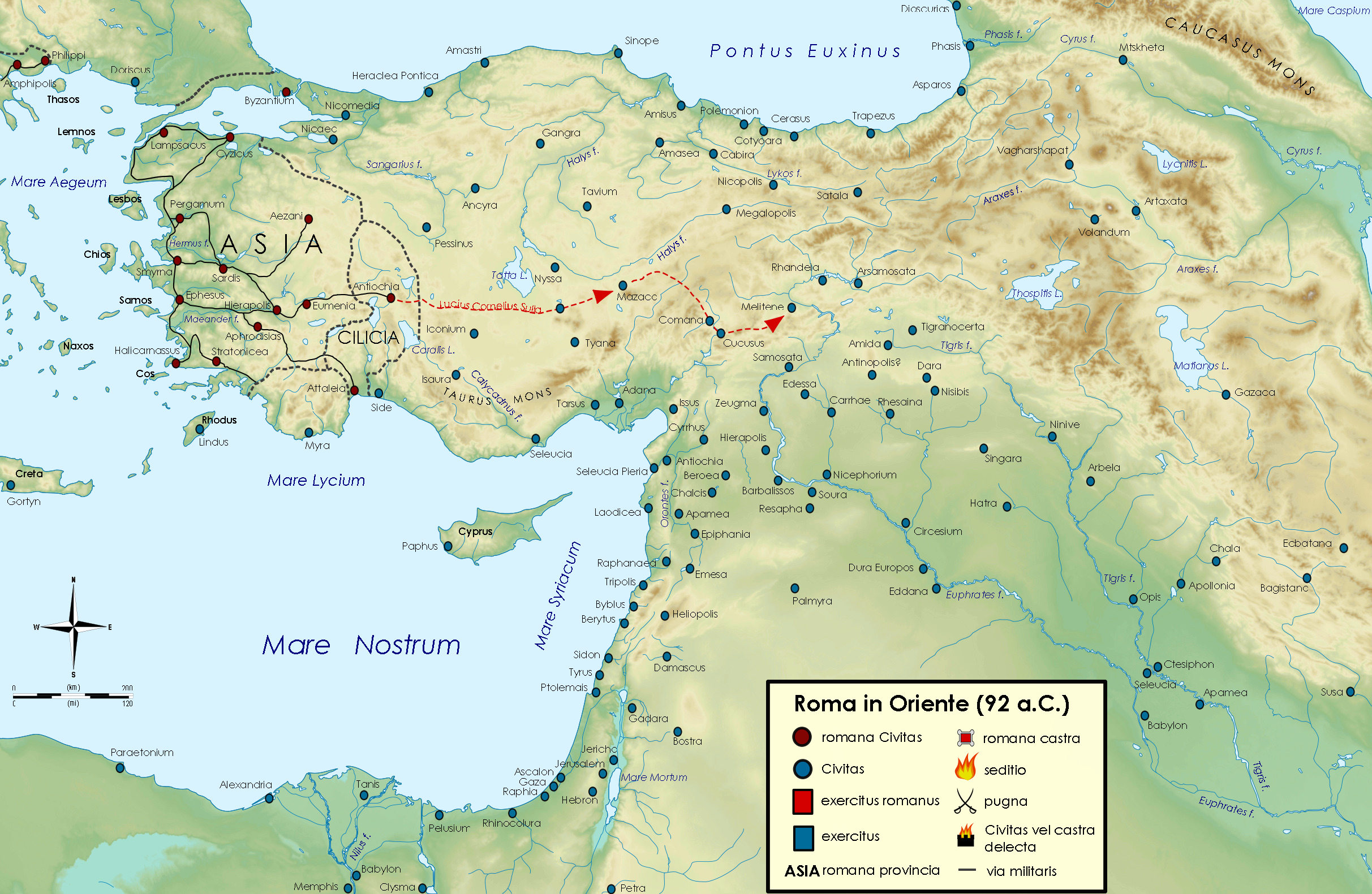
Campagne en Cappadoce.

Après l'assassinat de Ariarathe VII par Mithridate VI du Pont en 100, son successeur Ariarathe VIII disparaît lui aussi en 98. Mithridate convoite la Cappadoce pour l'intégrer à son empire et installe son fils auquel il a donné le nom royal dynastique d’Ariarathe, porté traditionnellement par les souverains de ce royaume. Le jeune prince est proclamé roi à l'âge de 8 ans, avec Gordios comme conseiller. Rome souhaite imposer un noble cappadocien choisi par son peuple, Ariobarzane. Sylla complète son armée par des troupes auxiliaires et défait les partisans de Gordios, alliés aux Arméniens, parvenant à installer Ariobarzane sur le trône de Cappadoce,.
Pendant qu’il est sur les bords de l’Euphrate, il reçoit dans son camp le Parthe Orobase, ambassadeur du roi Mithridate II Arsace VIII. C'est la première rencontre diplomatique avec les Parthes,. Une entente sur les frontières et un pacte de non agression sont décidés entre Sylla et le roi, et seront ratifiés par le Sénat en 95.
À son retour à Rome, Sylla fait face à des accusations concernant la gestion de son proconsulat, d'avoir amassé beaucoup d'argent pendant son mandat d'une part, et d'avoir traité avec mépris le roi des Parthes. Cependant, ces accusations ne sont pas menées à leur terme,.

#### Période de «retraite» (94-91)
Pendant quatre années, Sylla disparaît des sources. Il doit probablement faire face à l'opposition des partisans de Marius, et ne doit pas se sentir suffisamment sûr de lui pour tenter de se faire élire au consulat, auquel il peut prétendre à l'âge de 43 ans, trois années après sa préture, c'est-à-dire dès 94. En l'an 100, Caius Marius, consul pour la cinquième fois consécutive, doit faire face à des difficultés venant de ses alliés, les populares, en particulier le tribun de la plèbe Lucius Appuleius Saturninus et le préteur Caius Servilius Glaucia, qui font régner la terreur à Rome en faisant, notamment, assassiner ceux qui tentent de se présenter contre eux au tribunat et au consulat. Marius, inquiété par une situation qui lui échappe, abandonne ses anciens amis et se range du côté du Sénat, faisant exécuter les fauteurs de trouble et leurs partisans par le biais d’un senatus consultum ultimum. Marius peut organiser les élections à venir, mais il se retrouve vite isolé. Il se fait oublier par un voyage en Orient et une moindre présence à Rome. On retrouve Sylla en l'an 91 avec l'élévation par Bocchus d'un monument rappelant la capture de Jugurtha,.

« Cependant l’inimitié de Marius et de Sylla se ralluma encore par une occasion que fit naître l’ambition de Bocchus, qui, pour flatter le peuple et faire plaisir à Sylla, dédia dans le Capitole des Victoires d’or qui portaient des trophées, et, auprès d’elles, la statue de Jugurtha, aussi en or, que Bocchus remettait entre les mains de Sylla. Marius en fut si irrité, qu’il voulut faire enlever ces statues. Les amis de Sylla prirent parti pour lui ; et cette querelle allait allumer la sédition la plus violente qui eût jamais agité Rome, si la guerre sociale, qui couvait depuis longtemps, venant tout à coup à éclater, n’eût apaisé pour le moment cette division. »

— Plutarque, Les vies des hommes illustres, traduction Ricard, Furne et Cie Librairies-éditeurs, Paris, 1840, La vie de Sylla, chapitre VI, en ligne

### D'une guerre civile à une autre

#### Légat pendant la guerre sociale (90-89)

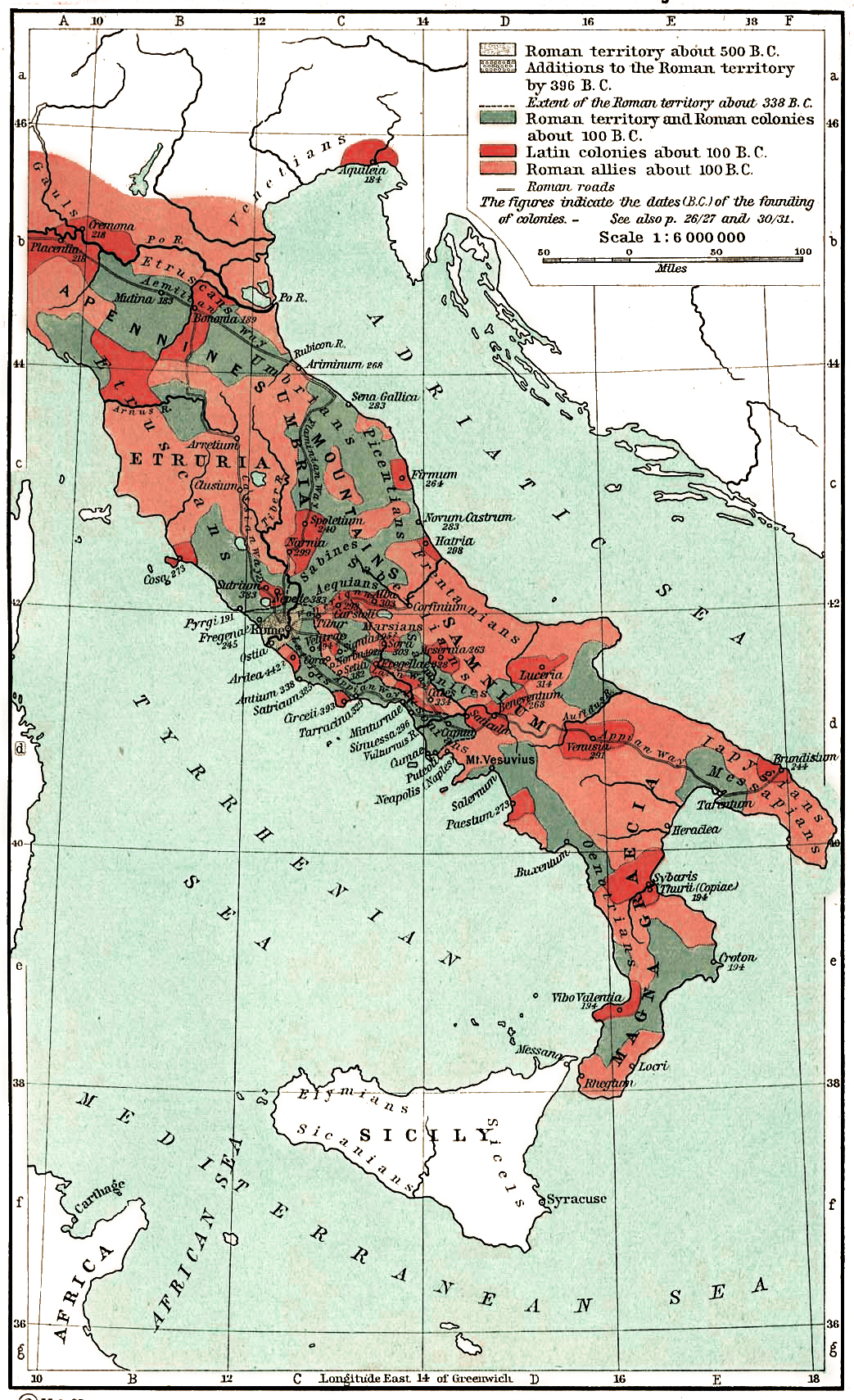
L'Italie vers 100, une mosaïque de statuts :
Territoire et colonies romaines
Colonies latines
Territoires alliés

La « guerre sociale » tire son nom du latin socii qui signifie alliés : elle oppose Rome à ses alliés italiques, qui réclament le droit à la citoyenneté romaine. En effet, alors que l'Italie est sous l'autorité romaine depuis la veille de la première guerre punique un siècle et demi plus tôt, soit par un habile jeu d'alliances, soit par conquête, seuls les Romains ont le droit de citoyenneté complète. Cette différenciation induit un traitement inégal lors des procès, lors du paiement des impôts, interdit l'accès aux adjudications de terres publiques (ager publicus), etc. Or, les alliés fournissent autant, si ce n'est plus de troupes à Rome que les citoyens eux-mêmes ne peuvent en fournir. De ce fait, ils participent activement aux conquêtes de Rome, qui domine presque sans partage le bassin méditerranéen au début du Ier siècle av. J.-C. De plus, les soldats alliés sont généralement plus exposés lors des opérations militaires, notamment lors des terribles défaites contre les Germains avant que Caius Marius n'en reprenne le commandement, et ont droit à une part de butin moins importante que les légionnaires romains. D'un simple lien de suzeraineté, les alliés sont tombés dans l’assujettissement le plus strict. Le tribun de la plèbe Marcus Livius Drusus, excellent orateur, propose d’accorder la citoyenneté aux Italiens mais le Sénat s'y refuse, et lui-même est assassiné dans des conditions obscures en cette fin d'année 91.
Une armée romaine de 100 000 hommes, recrutée parmi les citoyens, les alliés restés fidèles et les provinciaux, est mise sur pied et placée sous le commandement des deux consuls Lucius Julius Caesar et Publius Rutilius Lupus et de dix légats, dont Marius et Sylla, chacun y voyant un moyen de revenir sur le devant de la scène. Marius mobilise ses clients contre les alliés et remporte même quelques succès contre les Marses, notamment après une sévère défaite et la mort du consul Rutilius Lupus. L'ennui est que Marius a construit une part de sa popularité en soutenant justement la diffusion de la citoyenneté à l’ensemble de l'Italie. Se retrouvant dans une position contradictoire et vieillissant, il finit par se démettre de son commandement. Sylla, quant à lui légat de Julius César, remporte plusieurs succès. À la fin de la première année de guerre, l’avantage est aux Italiques. Alarmé, le Sénat se décide à concéder le droit de cité à certains peuples italiques. Il commence par la lex Julia et le destine aux alliés de Rome restés fidèles. L’insurrection cesse de s’étendre.
Sylla se voit décerner la couronne obsidionale, la plus haute distinction militaire, récompense très rare, décernée à l'officier dont l'action a permis de sauver tout ou partie de l'armée romaine.

« Au contraire [de Marius], Sylla y fait les exploits les plus mémorables, et s’acquiert auprès de ses concitoyens la réputation d’un grand capitaine ; il passe, dans l’opinion de ses amis, pour le plus grand homme de guerre de son temps, et chez ses ennemis, pour le général le plus heureux. »

— Plutarque, Vies parallèles des hommes illustres, Sylla, 6 - Traduction Ricard, Paris, 1840.
L'année suivante, en 89, il combat en Campanie, s'emparant de Stabies et de Pompéi, avant d'écraser une armée des Samnites. Un de ses légats, le consulaire Aulus Postumius Albinus, est massacré par ses propres troupes lors d'une mutinerie. Sylla se refuse à procéder à une décimation pour punir ce crime. À la fin de l’année, hormis quelques débris de l’armée samnite, l’insurrection est matée.

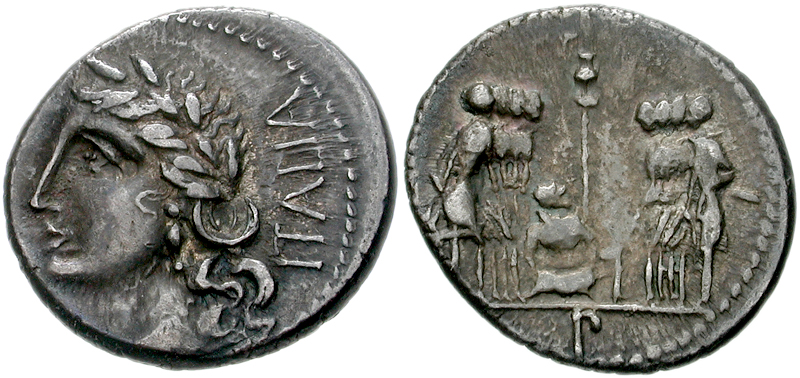
Monnaie de la confédération des Marses pendant la guerre sociale.

Sur la scène politique romaine, Sylla a acquis un prestige considérable par ses victoires et par son habileté dans le commandement de ses soldats. À l'inverse, Marius a vu diminuer son prestige : originaire du Latium et certainement plus compréhensif vis-à-vis des révoltés, il a plus cherché la réconciliation entre ses troupes et celles des révoltés que l'affrontement brutal. Sylla est désormais l'homme providentiel à Rome,. François Hinard souligne que Sylla s'est « à nouveau mis en valeur et a parfait cette image de chef complet (bon général, bon administrateur, bon diplomate) en y ajoutant, à l'occasion, un zeste d'homme providentiel ».

« Sylla parvient à dompter les Hirpins ; il est plusieurs fois vainqueur des Samnites, et reçoit la soumission de plusieurs peuples. Après s'être illustré par des exploits que précédemment peu de généraux ont égalés avant leur consulat, il se rend à Rome pour solliciter cette charge. »

— Tite-Live, Periochae, résumé du livre LXXV.

#### Consulat, mariage prestigieux et guerre civile (88)

##### Début du consulat
Sylla se présente aux élections consulaires pour l'année 88, et il est élu aux côtés de Quintus Pompeius Rufus, dont le fils avait épousé en l'an 91 Cornelia, fille de Sylla et d'un premier mariage.
Le nouveau consul, alors âgé de cinquante ans, répudie sa deuxième (ou troisième) épouse, Cloelia, pour cause de stérilité et épouse quelques jours plus tard Caecilia Metella Dalmatica, s'alliant ainsi avec la plus puissante famille de la noblesse plébéienne, les Caecilii Metelli. En effet, elle est la fille orpheline du consulaire, ancien censeur et pontifex maximus Lucius Caecilius Metellus Delmaticus, la nièce du consulaire Quintus Caecilius Metellus Numidicus, qui a aussi été censeur avec son propre cousin Caius Caecilius Metellus Caprarius. Un Caecilius Metellus a occupé le consulat en 123, 119, 117, 115, 113, 109 et 98 et quatre des dix censeurs entre 120 et 100 sont de la famille. Cependant, la mainmise de cette gens sur les magistratures est moindre dans ce nouveau siècle, notamment car ils sont les ennemis de Caius Marius. Quintus Caecilius Metellus Pius s'avère un farouche partisan de Sylla. Caecilia est par ailleurs la veuve de Marcus Aemilius Scaurus, l'un des plus talentueux et éminents hommes publics de son temps, consul, censeur et surtout princeps senatus pendant près de trente ans, de 115 à sa mort vers 89 à près de soizante-quinze ans. Le mariage suscite la polémique car il paraît inégal et indigne de Caecilia, la fille de l'ancien Pontifex Maximus. Sylla montre cependant à Caecilia une grande déférence, et cette dernière semble avoir de l'influence sur lui,. « Actif, général reconnu, Sylla est alors certainement un des espoirs des familles dominant le Sénat ».
La situation politique et économique est très mauvaise à Rome et en Italie. La péninsule est ravagée par la guerre sociale et la question des dettes devient prépondérante. L'intégration de nouveaux citoyens italiens amène de nombreuses problématiques, notamment pour savoir comment les intégrer aux comices tributes, sans leur donner une importance considérable, si répartis équitablement dans les trente-cinq tribus, mais sans non plus leur donner une influence marginale, si intégrés dans quelques tribus seulement. La tension autour du sujet de la dette et de l'intégration de ces nouveaux citoyens est très vive.
Le tirage au sort effectué en début d'année donne à Sylla le proconsulat de la province d'Asie et le commandement de la guerre contre Mithridate, son collègue recevant le commandement des dernières opérations en Italie. L'expédition en Orient contre le roi Mithridate VI du Pont est rendue nécessaire par ses manœuvres pour étendre son influence et son pouvoir dans la région anatolienne, malgré la première intervention de Sylla en Cappadoce lors de son proconsulat de 96. Peu de temps après, Mithridate, par des intrigues, a chassé de leurs trônes Ariobarzane Ier de Cappadoce et Nicomède IV de Bithynie, proclamant vouloir libérer l'Orient du joug romain. Ils sont rétablis en 89 par une mission sénatoriale menée par des proches de Caius Marius, qui poussent en outre les deux rois à mener des opérations contre le roi du Pont, à l'encontre des instructions du Sénat. Surprenant les Romains, Mithridate passe à l'offensive générale et s'empare ouvertement de la Cappadoce, et écrase les troupes de Bithynie puis les quelques forces armées romaines de la région, faisant exécuter certains des commandants romains.

##### Première guerre civile

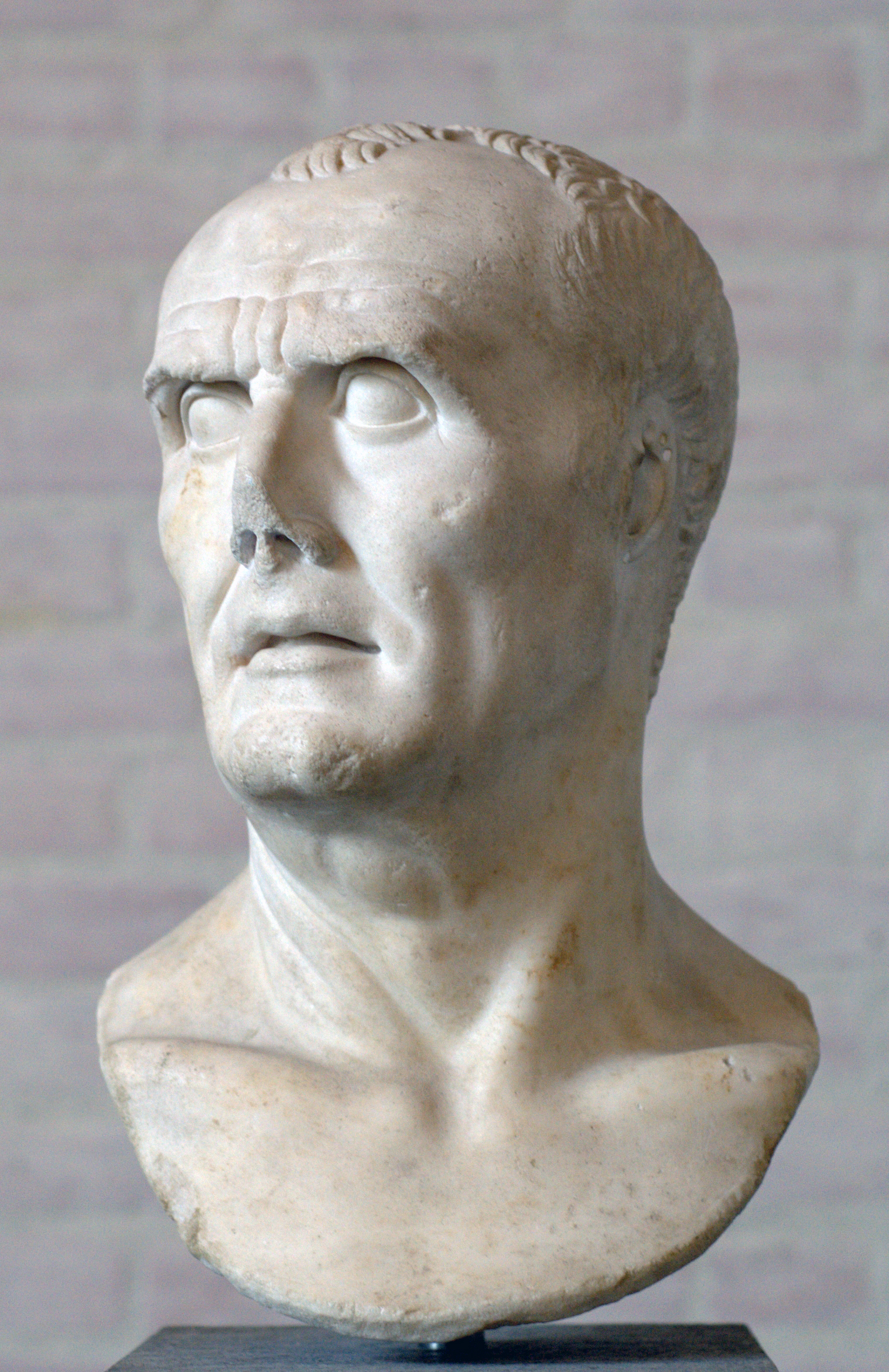
Pseudo-« Marius », copie d'époque augustéenne.

Caius Marius, malgré son grand âge, près de soixante-dix ans, souhaite se voir confier la guerre contre le roi du Pont et s'évertue à faire oublier sa défaillance lors de la guerre sociale. Un tribun de la plèbe, Publius Sulpicius Rufus, se rallie à Marius, aux réformateurs et à leurs propositions démocratiques en faveur des Italiens qui ont obtenu la citoyenneté romaine après la guerre sociale. Il propose qu’on les répartisse équitablement parmi les trente-cinq tribus, ce qui donnerait la majorité aux Italiens dans toutes les subdivisions du corps électoral, au détriment de la population romaine. Les consuls tentent de faire obstruction au vote de cette proposition, en proclamant la suspension de toute activité politique. Sulpicius envahit le forum avec des bandes armées, chasse Pompeius Rufus, fait égorger son fils, gendre de Sylla, qui résiste et oblige Sylla à renoncer à cette suspension, peut-être par un accord trouvé avec Marius et le tribun. Tandis que Sylla part en Campanie rejoindre son armée pour la future campagne, Sulpicius fait passer sa loi électorale puis fait destituer le consul Quintus Pompeius Rufus, une mesure sans précédent. De surcroît, il fait voter la destitution de Sylla comme commandant de la guerre contre Mithridate et confie ce commandement à Marius.
Sylla, peut-être abusé par Sulpicius et Marius, ou ayant fait semblant d'accepter un compromis pour prendre la tête d'une armée, et rejoint par son collègue, refuse et harangue ses soldats qui perdent là l'occasion d'une guerre fructueuse en Orient. Ces derniers maltraitent les délégations qu'on lui envoie, lapidant des envoyés de Marius. Les deux consuls marchent sur Rome pour une opération de maintien de l'ordre et de libération de la ville, apprenant en chemin que certains de leurs amis et parents ont été maltraités voire tués. Ils refusent une médiation du Sénat, et la quasi-totalité des officiers quittent l'armée consulaire pour ne pas prendre part à une expédition punitive contre Rome, hormis le questeur Lucullus, futur grand général. Marius ne peut mettre Rome en état de défense face à une armée aguerrie et tente une dernière médiation pour gagner du temps. Sylla fait mine d'accueillir favorablement les envoyés, mais envoie par ailleurs sa cavalerie et des fantassins légers s'emparer de certains accès à la ville avant que le dispositif de défense soit en place. Les troupes entrent de vive force dans Rome, pour la première fois dans l'histoire de la République. Des combats de rue mettent d'abord en difficulté les lieutenants de Sylla, mais celui-ci rétablit la situation et s'empare de tous les points stratégiques de la ville, contraignant Marius et Sulpicius à la fuite.
Sylla fait exécuter certains de ses légionnaires accusés de pillage puis répartit ses troupes dans toute la ville pour assurer le maintien de l'ordre. Les consuls convoquent ensuite l'assemblée du peuple, pour justifier leur conduite et faire annuler toutes les mesures prises par le tribun Sulpicius. Ils prennent d'autres mesures pour redonner plus de pouvoir au Sénat et aux citoyens les plus riches. Ensuite, devant des sénateurs peu enclins à l'opposition, les consuls demandent le vote  pour déclarer « ennemis publics » uniquement les douze personnages considérés comme coupables des troubles. Seul le juriste expérimenté et vieux consulaire Quintus Mucius Scævola Augur, qui a exercé sa charge trente années plus tôt, s'oppose aux consuls, déclarant qu'on ne peut condamner Caius Marius qui avait sauvé Rome et l'Italie, et avec lequel il est lié. Le décret est voté mais la plupart des bannis dont Marius, mais pas Sulpicius, échappent à la mort et ne sont pas poursuivis au-delà des frontières de l'Italie.

##### Fin du consulat
L'ordre semble rétabli à Rome, Sylla a le commandement pour la guerre en Orient et les élections pour l'année suivante peuvent se dérouler, dans un climat de retour à la vie politique normale, avec des débats ouverts et animés, sans mainmise des consuls sur les résultats. Les consuls ne procèdent à aucune purge politique et prennent une série de disposition pour mettre fin aux troubles. Chaque projet de loi doit dorénavant être validé au préalable par le Sénat et l'activité législative est rendue aux comices centuriates plutôt qu'aux comices tributes, redonnant le pouvoir aux citoyens les plus riches et limitant de fait l'influence des tribuns de la plèbe. Les taux d'intérêt sont aussi limités. Sylla ne semble pas conscient d'avoir participé à une « guerre civile », évitant les épurations politiques, ne cherchant pas à poursuivre ses adversaires au-delà de l'Italie, et tentant de répondre aux troubles par une série de lois. Il s'agit pour lui du rétablissement de l'ordre. Cependant, avoir fait pénétrer des légions armées au cœur même de la Cité, dans l'enceinte sacrée du pomerium, est un acte d'une exceptionnelle gravité et unique jusque-là dans l'histoire romaine que les citoyens ne peuvent oublier.
Les consuls Sylla et Pompeius Rufus partent donc rejoindre leurs armées pour leurs campagnes respectivement en Orient et en Italie. Pompeius Rufus reprend la tête de l'armée de Pompeius Strabo, qui avait réduit les dernières résistances italiennes pendant la guerre civile entre Marius et Sylla, mais est tué lors d'une cérémonie religieuse à la tête de son armée. Strabo s'est tenu à l'écart et ne condamne pas les meurtriers. Sylla est quant à lui attaqué en justice, alors même qu'il est revêtu de l'imperium qui l’immunise, peu de temps après avoir quitté la ville. Il s'embarque malgré tout à la tête de son armée pour l'Orient.

#### Guerre contre Mithridate (88-85)

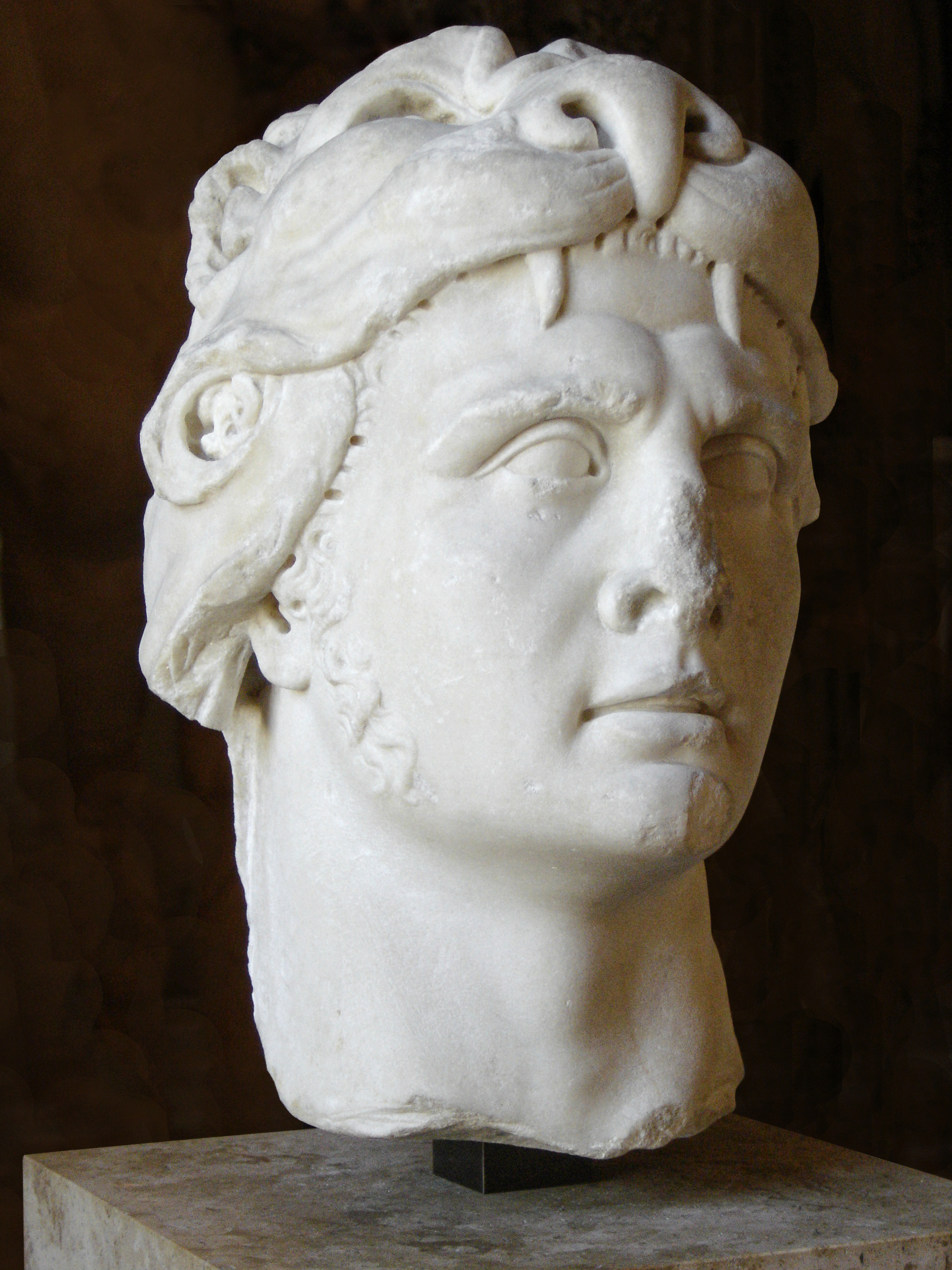
Tête de Mithridate VI au musée du Louvre.

En Orient, le roi du Pont Mithridate VI n'est pas resté inactif pendant que Rome combat ses anciens alliés italiques et subit les affres de la guerre civile. Il a envahi la province romaine d'Asie et a commencé à rallier les cités grecques. À Éphèse, il lance un appel à l'extermination des résidents romains et italiens. Quatre-vingt mille personnes, hommes, femmes et enfants, sont massacrées, souvent de manière atroce. Les « vêpres éphésiennes » ont une énorme répercussion, démontrant le sentiment anti-romain en Orient. Athènes se rallie au roi du Pont, qui doit faire face à quelques poches de résistance, notamment Rhodes. Les généraux pontiques rencontrent peu de résistance romaine en Grèce, si ce n'est un légat de Macédoine qui parvient à remporter quelques victoires et conforter les cités grecques restées fidèles à Rome.

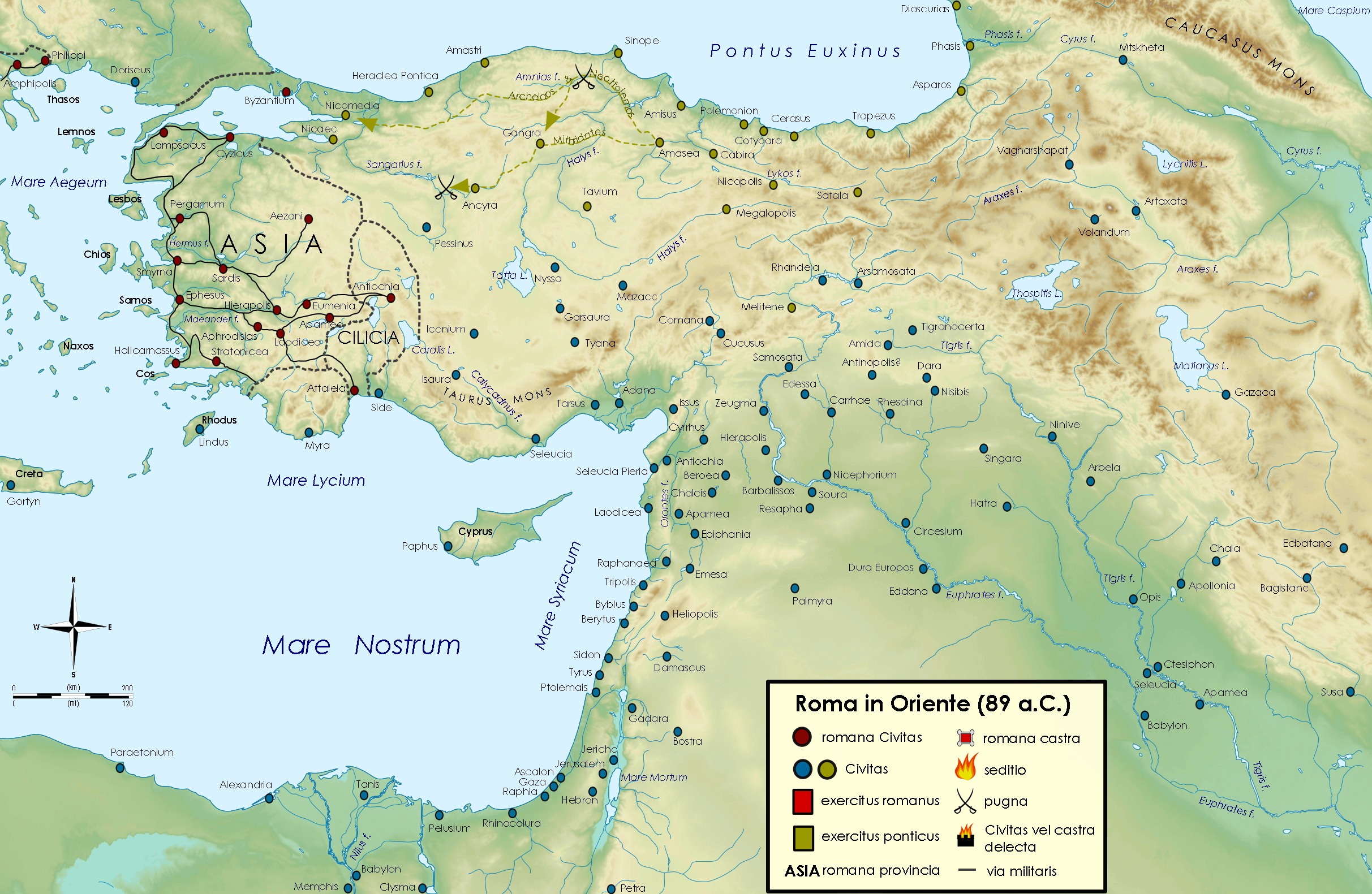
Opérations pontines en 89.
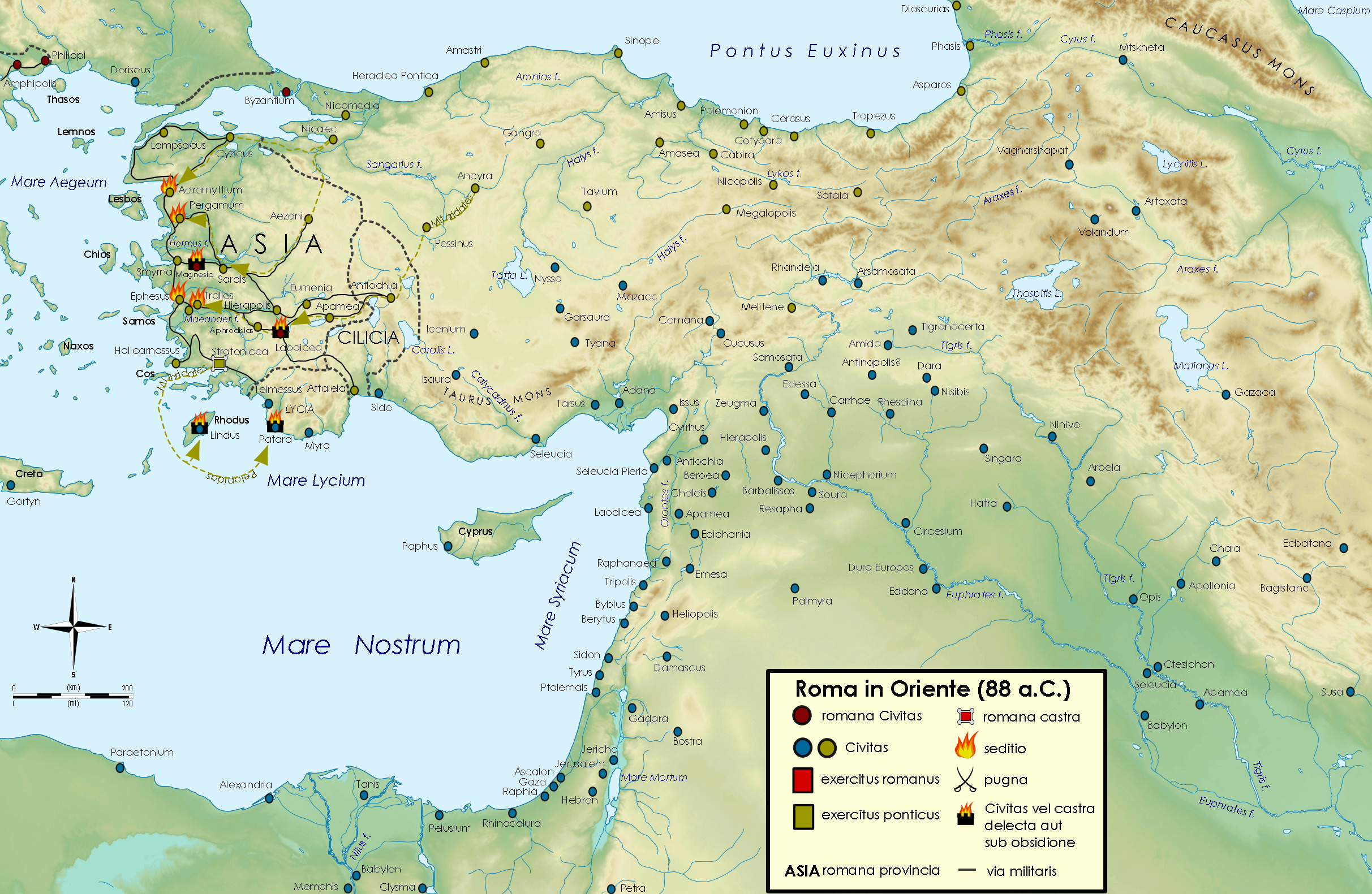
Opérations pontines en 88.

À la fin de l'année 88, l'avant-garde de Sylla, menée par le fidèle Lucullus, débarque avant le gros de l'armée romaine durant l'hiver. Sylla reçoit d'abord les envoyés de différentes cités restées fidèles pour les rassurer sur le soutien de Rome contre Mithridate. Il est à la tête d'une armée de 36 000 légionnaires, auxquels s'ajoutent les troupes auxiliaires et la cavalerie italienne. Les cités de Béotie, dont Thèbes qui s'était pourtant rallié au roi du Pont, font allégeance à Sylla, qui marche contre Archélaos, le général pontique. Le général romain installe un double siège à la fin de l'année 87 autour du Pirée et d'Athènes, où ses ennemis sont retranchés, ayant un accès à la mer. Les sièges s'éternisent donc de longs mois et il faut attendre l'année 86 pour réussir un assaut sur Athènes. La ville est mise à feu et à sang par des soldats harassés par le long siège hivernal. Sylla met la main sur la fameuse bibliothèque d'Aristote qu'il fera transférer à Rome. Archélaos abandonne alors Le Pirée qui est à son tour pris, seul l'Acropole d'Athènes résiste encore.
Sylla a été déchu de son proconsulat par ses ennemis à Rome et doit faire face à l'arrivée de Lucius Valerius Flaccus, investi par le Sénat de la direction de la guerre contre Mithridate après la mort de Caius Marius. Flaccus est notoirement incompétent, de sorte que l'avant-garde de son armée, arrivée en Thessalie, se rallie à Sylla. Après ce renforcement, les effectifs de ce dernier, auxquels s'ajoutent des Grecs et des Macédoniens, atteignent quelque 40 000 hommes. Les armées pontiques, très hétéroclites, et leurs alliés peuvent compter sur plus de 100 000 fantassins et environ 10 000 cavaliers. La rencontre a lieu lors de la bataille de Chéronée, où l'armée pontique d'Archélaos est quasiment anéantie alors que les pertes romaines restent raisonnables. Sylla est proclamé imperator par ses troupes. « Chéronée reste, dans l'histoire militaire de Rome, comme l'une de ses plus glorieuses victoires ». Il retourne à Athènes où l'Acropole est tombée et fait exécuter ceux qui s'étaient ralliés à Mithridate.
La supériorité militaire romaine, qui ressort de cette victoire de Chéronée, ramène de nombreuses cités dans l’obédience de Rome, et fait douter le roi du Pont, qui se persuade qu'il a été trahi par certains de ses alliés et agit en tyran, perdant le soutien d'une partie des villes d'Asie mineure. Archélaos réunit une nouvelle armée et ravage la Béotie. Un nouvel affrontement a lieu à l'automne 86, la bataille d'Orchomène, où les Romains, bien que très largement inférieurs en nombre, remportent une nouvelle victoire, et chassent ainsi définitivement les Pontiques de Grèce. Sylla est à nouveau proclamé imperator. Cette défaite oblige Mithridate à traiter, d'autant plus qu'il a eu affaire à une deuxième armée romaine menée par Flaccus, bientôt assassiné par son légat Caius Flavius Fimbria, qui prend son commandement.

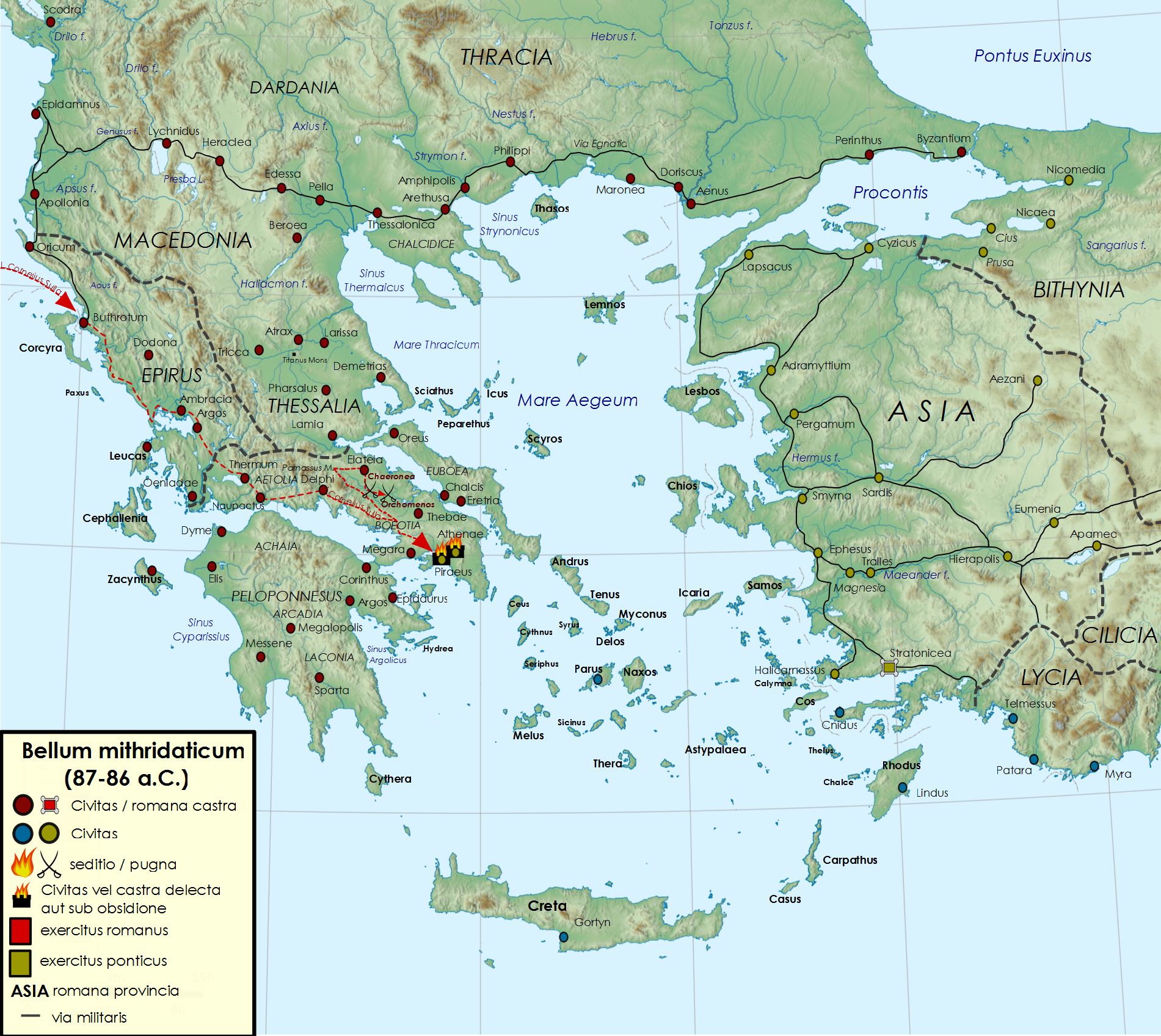
Opérations romaines en 87-86.
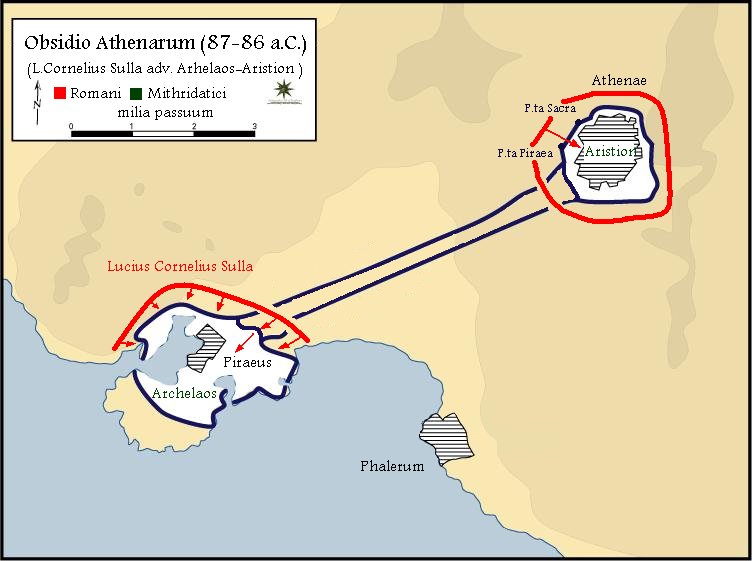
Siège d'Athènes (87-86).
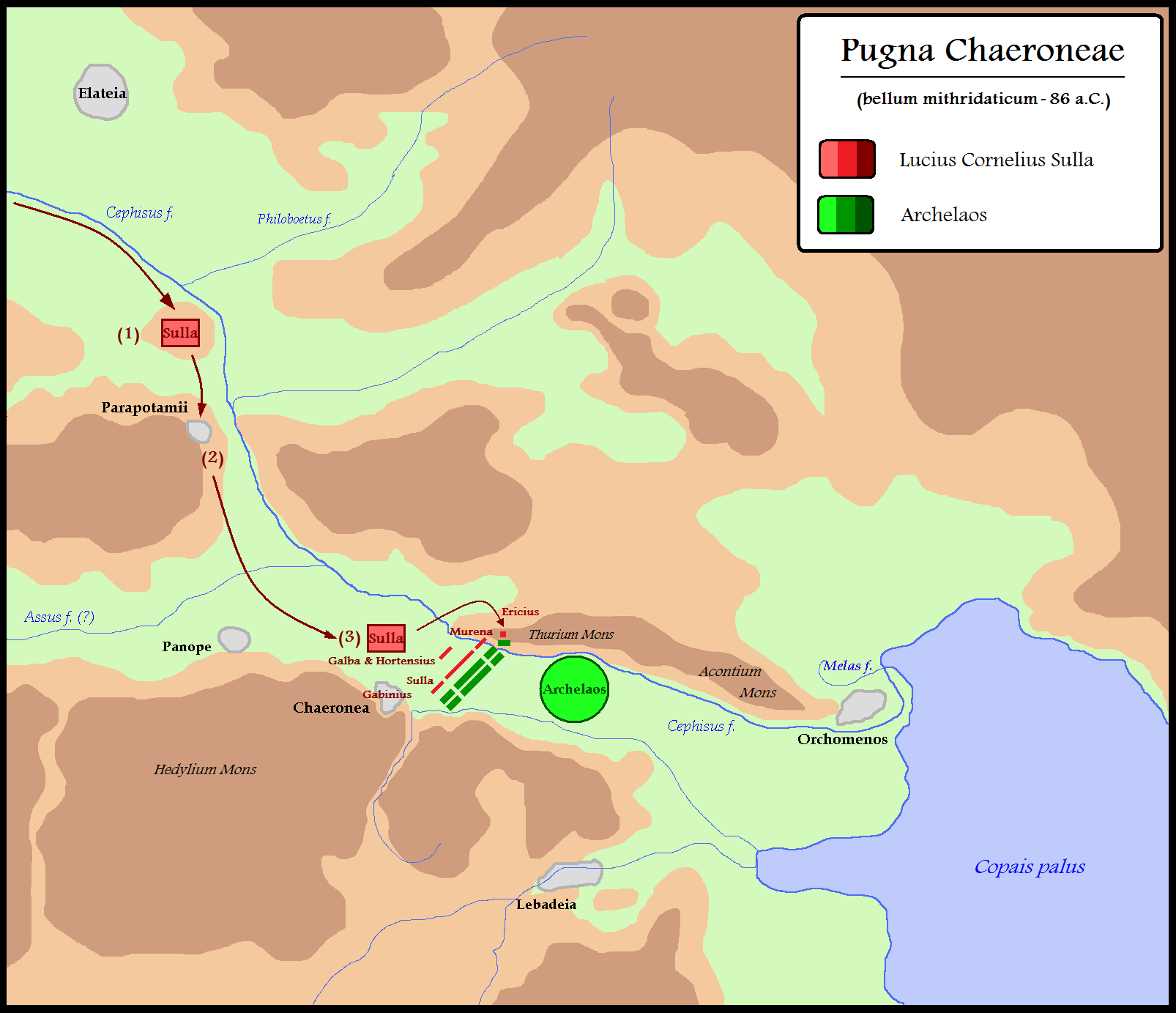
Bataille de Chéronée (86).
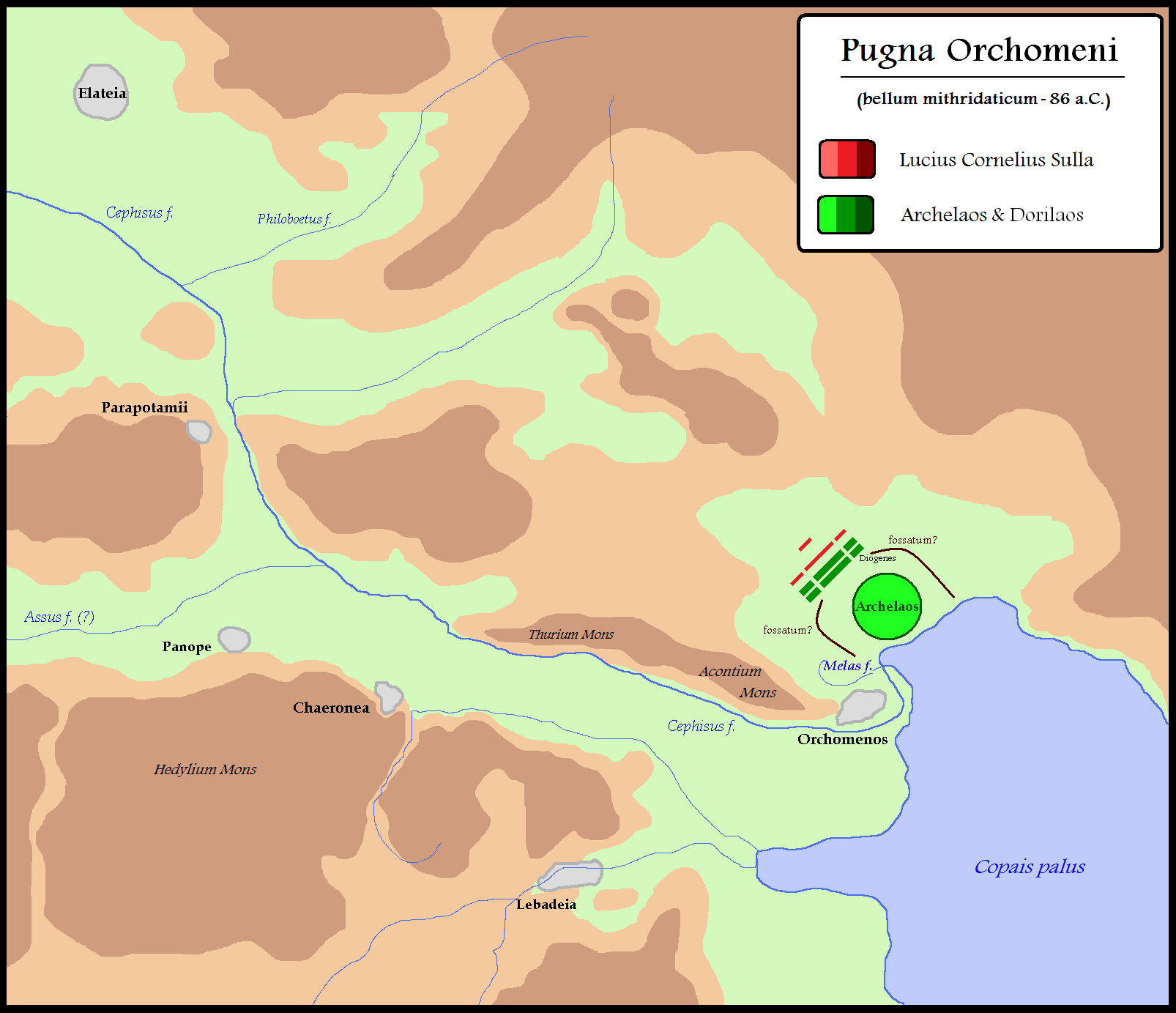
Bataille d'Orchomène (86).
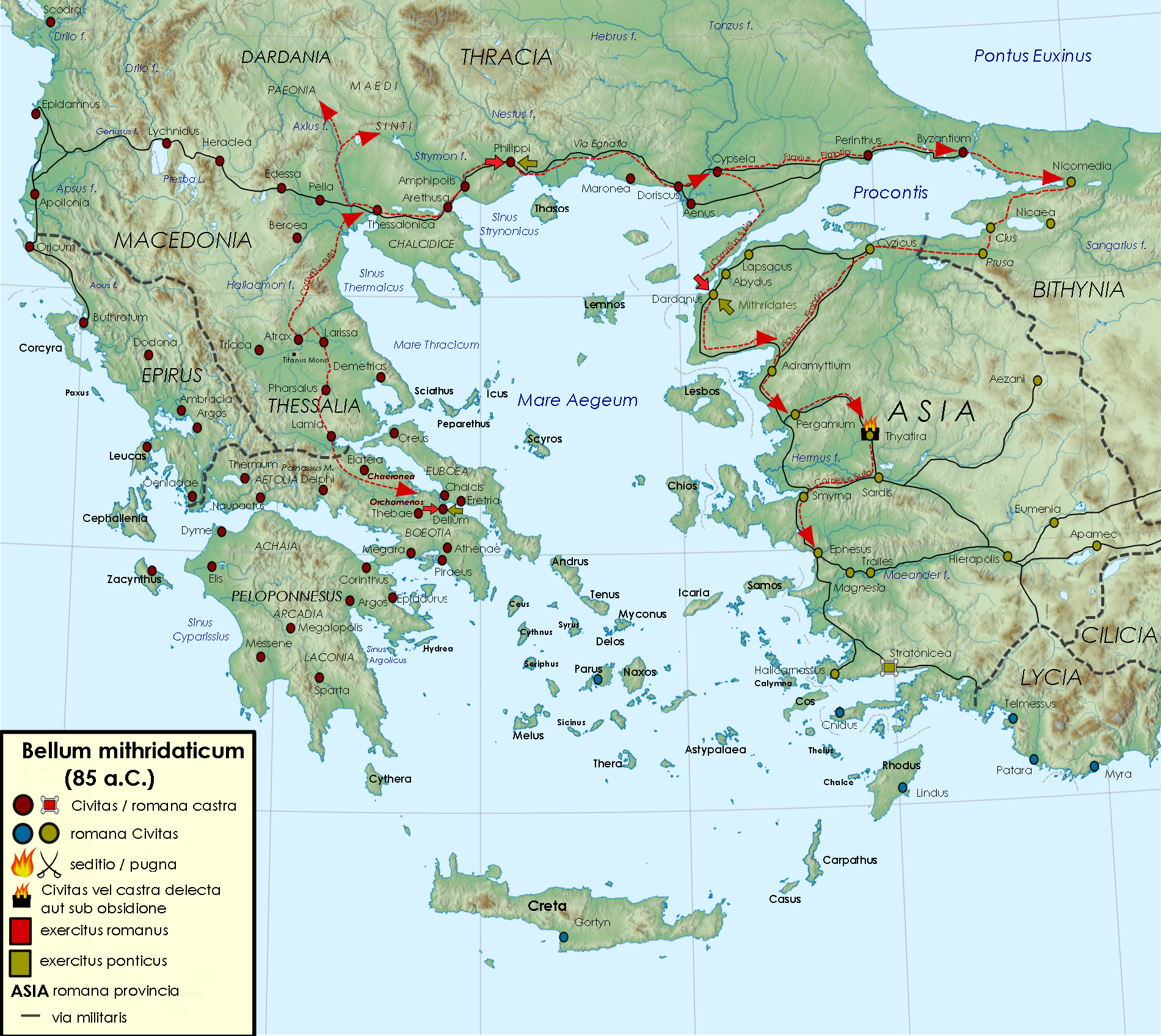
Opérations romaines en 85.

Sylla a hâte d'en finir, car sa position est délicate vu qu'il est un « ennemi public » à Rome. De surcroit, Sylla ne veut pas se faire voler la gloire d'avoir mis fin au conflit par Fimbria, partisan de Marius, et que Sylla considère comme un mutin guerroyant sans mandat légal. Par l'intermédiaire d'Archélaos, Sylla offre des conditions avantageuses à Mithridate : renoncer à ses conquêtes, livrer sa flotte et payer une indemnité de 20 000 talents. Le roi du Pont se permet pourtant d'essayer d'en obtenir de meilleures. Il entend conserver la Paphlagonie et refuse de céder sa flotte. Il insinue même qu'il pourrait traiter avec Fimbria. Sylla est tellement irrité par ces atermoiements qu'Archélaos, effrayé, lui promet qu'il convaincra Mithridate. Le général romain et le roi du Pont se rencontrent enfin à Dardanos, en Troade. Un accord est rapidement conclu en 85.
Il reste à Sylla un problème à régler avant de quitter l'Asie : celui des deux légions de Fimbria. Ce dernier sème la terreur en Bithynie, où il a notamment livré Ilion au pillage. Sylla l'intercepte et lui ordonne de lui remettre ses deux légions. Devant son refus, Sylla met le siège devant son camp. Fimbria finit par se suicider à Pergame. Le problème posé par Mithridate n'est pourtant pas réglé. On en revient à la situation ante bellum : Mithridate conserve son royaume et il sera le belligérant d'une deuxième et une troisième guerre mithridatique.

#### Réorganisation de la province d'Asie et séjour à Athènes (85-84)

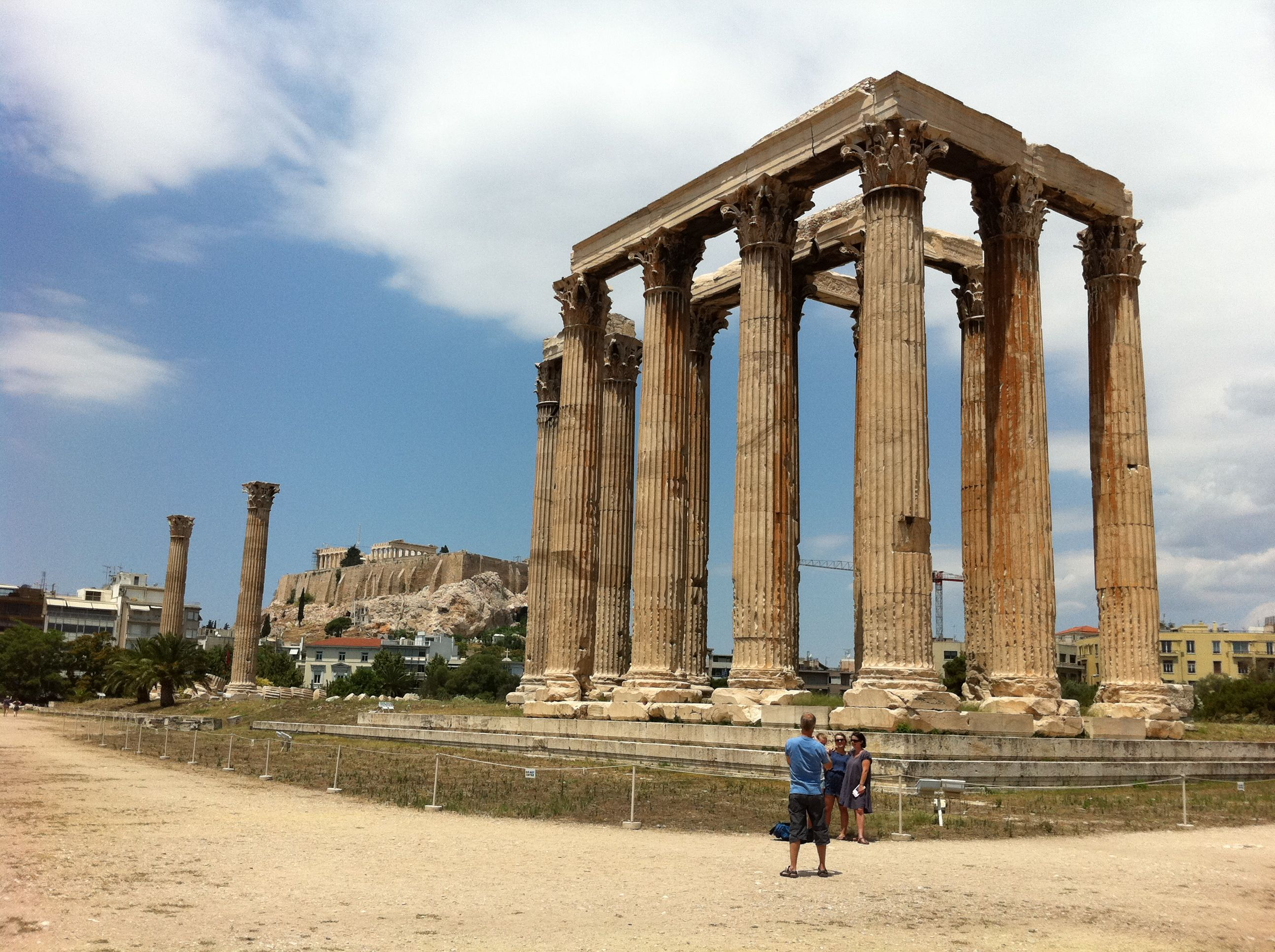
Le temple de Zeus olympien à Athènes.

Sylla met alors de l'ordre dans la province d'Asie, réorganisation qui lui demande beaucoup de temps, vu qu'il ne reste rien de l'administration provinciale et des sociétés de publicains. Il annule les dispositions populaires de Mithridate, dont l'affranchissement des esclaves et la liberté accordée aux villes tributaires de Rome. Ces mesures créent des troubles et certaines villes doivent être reprises par la force. Au cours de l'hiver 85-84, il s'installe à Éphèse, qui paie cher sa participation aux massacres de 88. Il impose à la province une indemnité de guerre de 20 000 talents et la réorganise fiscalement. Les villes qui sont restées fidèles à Rome en sont récompensées. Ariobarzane Ier de Cappadoce et Nicomède IV de Bithynie sont rétablis sur leurs trônes.
Il quitte l'Asie au printemps 84 pour rejoindre Athènes, laissant une province exsangue, ruiné par le conflit et les indemnités de guerre réclamées par Sylla. Les cités doivent emprunter à des financiers italiens, qui s'implantent à nouveau dans la région.
Sylla séjourne calmement à Athènes pendant presque une année en attendant le résultat des négociations avec Rome. Il fait convoyer une partie de son butin ainsi que la bibliothèque d'Aristote en Italie, ainsi que par exemple des colonnes de marbres prévues pour le temple de Zeus Olympien qui lui serviront pour le Temple de Jupiter capitolin. Il approfondit sa culture grecque en compagnie d'un jeune chevalier romain, Atticus, qui déclinera d'accompagner le proconsul déchu en Italie. Sylla se fait aussi initier aux mystères d'Éleusis.
Son épouse Caecilia Metella Dalmatica l'a rejoint en Grèce dès 87 avec ses enfants de son précédent mariage avec Scaurus : Marcus et Aemilia Scaura. Sylla et sa femme ont un petit Lucius, né vers 87 et mort jeune à l'hiver 82/81, puis deux jumeaux naissent vers 85-83 : Fausta et Faustus. Sylla, pour marquer ce fait prodigieux qu'est une naissance gémellaire, symbole de force vitale et signe favorable, leur donne des prénoms originaux et qui signifient que la bienveillance des dieux est sur eux.

#### Nouvelle guerre civile (84-82)
Dès le départ de Sylla pour l'Orient, les populares ayant échappé aux purges tentent de reprendre le pouvoir : le consul Cornelius Cinna, soutenu par l'ordre équestre, propose de rappeler Caius Marius. Mais il se heurte au refus du Sénat et de son collègue Cnaeus Octavius qui le destituent. Cinna fuit alors en Campanie où il rallie les troupes laissées par Sylla, et lève une nouvelle armée parmi les vétérans italiques de la Guerre sociale. Marius le rejoint à la tête d'une cavalerie maure, accompagné de Cnaeus Papirius Carbo et Quintus Sertorius. Leurs armées marchent sur Rome, assiègent la ville et la prennent au prix de sanglants combats. Le Sénat capitule devant Marius qui se débarrasse des partisans de Sylla restés à Rome par des condamnations sans même se soucier de leur donner un cadre légal, comme l'avait fait Sylla à la fin de la première guerre civile. Les principaux membres de l’aristocratie sénatoriale sont mis à mort, dont le consul Cnaeus Octavius, et leurs biens confisqués. La ville subit les exactions des soldats italiques qui se vengent de la Guerre sociale. La violence est telle que Marius doit engager des Gaulois pour maîtriser ses troupes. Marius s'autoproclame consul avec Cinna pour l'année 86, mais il meurt peu après dans un état de santé physique et mentale sans doute déplorable. Il laisse un fils Caius Marius « le jeune ». Cinna et ses partisans vont alors conserver le pouvoir pendant quatre ans. Il s'autoproclame à nouveau consul avec Carbon à ses côtés en 85 et 84. Le calme est rétabli à Rome pendant cette période de tyrannie.
Les populares avaient escompté que Flaccus (en) puis Fimbria prennent le relais de Sylla en Orient, et sont consternés d'apprendre les grandes victoires du proconsul déchu en Grèce en l'an 86. Sylla fait parvenir à Rome une missive dans laquelle il décrit sa vie et carrière au service de l'État, notamment la capture de Jugurtha, son service contre les Cimbres, sa campagne en Cappadoce, ses exploits dans la guerre sociale et son consulat de 88, ainsi que le fait qu'il ait rétabli l'autorité romaine en Grèce et en Asie. Et Sylla reproche au Sénat de l'avoir récompensé en le destituant de son proconsulat, en ayant chassé ou mis à mort ses partisans et amis, d'avoir tenté de s'en prendre à sa femme Caecilia Metella Dalmatica et ses jeunes enfants qui sont parvenus à échapper au massacre et à le rejoindre en Grèce et d'avoir rasé sa maison. Il annonce aussi son retour à Rome pour mettre à bas la tyrannie de Cinna et assurer qu'il ne reviendrait pas sur la citoyenneté accordée aux Italiens après la guerre sociale, d'autant qu'ils étaient nombreux à avoir servi en Orient avec lui, et qu'ils les avaient traité avec égalité par rapport aux légionnaires romains. Sa lettre, très largement diffusée dans toute l'Italie, a un effet considérable.
Cinna prépare la guerre contre Sylla mais la mobilisation des troupes en Italie n’est pas facile, car Sylla est resté populaire, et une partie des citoyens mobilisés se refusent à la guerre civile. Une tentative de Cinna et Carbon d'attaquer Sylla en Grèce échoue. Cinna doit faire face à la grogne de ses hommes, et il est même tué dans une émeute de soldats provoquée par la brutalité de ses licteurs. Carbon parvient à se maintenir consul unique avant l'élection pour l'année suivante des populares Scipion Asiagenus et Caius Norbanus. Le Sénat, voyant le vent tourner et étant un peu rassuré par les intentions de Sylla, tente une médiation contre l'avis de Carbon. Les populares parviennent à faire échouer par la terreur le rapprochement entre un Sylla plutôt ouvert et des sénateurs inquiets.
|          |  |         |
| Crassus. |  | Pompée. |

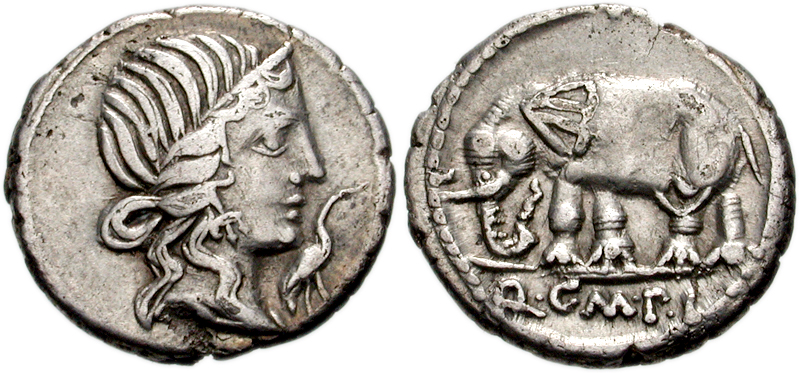
Caecilius Metellus Pius.

Sylla parvient sans encombre à débarquer dans le sud de l'Italie au printemps 83, étant plutôt bien accueilli par les Italiens et ayant fait la promesse de ne se livrer à aucun pillage. Les populares sont d'autant moins soutenus qu'ils ont tardé à tenir leurs promesses et qu'ils agissent avec beaucoup de méfiance envers les populations italiennes. Sylla reçoit le renfort de plusieurs personnages et de leurs armées, dont Quintus Caecilius Metellus Pius, Crassus et le jeune Pompée, mais malgré ces soutiens, reste en large infériorité numérique. Sylla et Metellus se partagent le commandement et marchent contre les consuls, en respectant les terres traversées d'Apulie à la Campanie. Non loin de Capoue, les forces de Norbanus sont écrasées. Des négociations s'ouvrent avec Scipion Asiagenus, mais après une manœuvre d'encerclement du populares Sertorius, le combat semble imminent lorsque l'armée de Scipion Asiagenus déserte et rejoint le camp de Sylla et Mettelus. Pompée, de son côté, au nord-ouest, se distingue en emportant plusieurs victoires éclatantes contre des forces supérieures. Sylla tente de négocier avec les consuls, relâchant notamment par deux fois Scipion Asiagenus prisonnier, mais Norbanus et Sertorius se montrent inflexibles, et Scipion Asiagenus, qui avait entamé des négociations avec Sylla, part en exil. Si Sylla peut compter sur les régions côtières sud et est de l'Italie, les Samnites restent irréductibles, et Carbon parvient à maintenir le reste de la péninsule avec son parti, ayant enfin tenu les promesses du Sénat. Il se fait réélire consul pour la quatrième fois pour l'an 82 avec Marius « le jeune ».
Au printemps 82, les hostilités reprennent. Sylla marche sur Rome tandis que ses alliés progressent vers la Gaule cisalpine. Au nord, Carbon parvient à ralentir la progression de Metellus, mais Sylla vainc le jeune Marius au sud qui se réfugie à Préneste et Carbon doit faire retraite à Ariminium poursuivi par Pompée. À Rome, sur ordre de Marius, de nombreux sénateurs soupçonnés de pencher pour la cause de Sylla sont massacrés avant que Sylla n'arrive aux portes de la ville. Il entre seul dans la cité où il réunit l'assemblée du peuple pour promettre de rétablir l'ordre et prendre des mesures contre ses adversaires. Il reprend ensuite la tête de son armée pour vaincre les populares en Étrurie, Norbanus et Carbon s'enfuient hors d'Italie après leurs échecs répétés. Marius est assiégé à Préneste. À l'automne, les dernières troupes consulaires se regroupent, rejoints par d'irréductibles samnites et autres italiques pour qui la guerre sociale n'est pas terminée, et marchent sur Rome. Sylla, avec Crassus à ses côtés, établit son camp devant la porte Colline et assure la défense de la ville. La bataille de la porte Colline est particulièrement sanglante, avec entre 50 et 70 000 morts au total, mais la victoire revient à Sylla, qui fait massacrer plus de 10 000 prisonniers. Quelques jours plus tard, Marius « le jeune » se tue à Préneste et la ville capitule. Sylla devient maître de Rome et de l'Italie.

### L'hégémonie de Sylla: la «dernière république»

#### Proscription (fin 82)

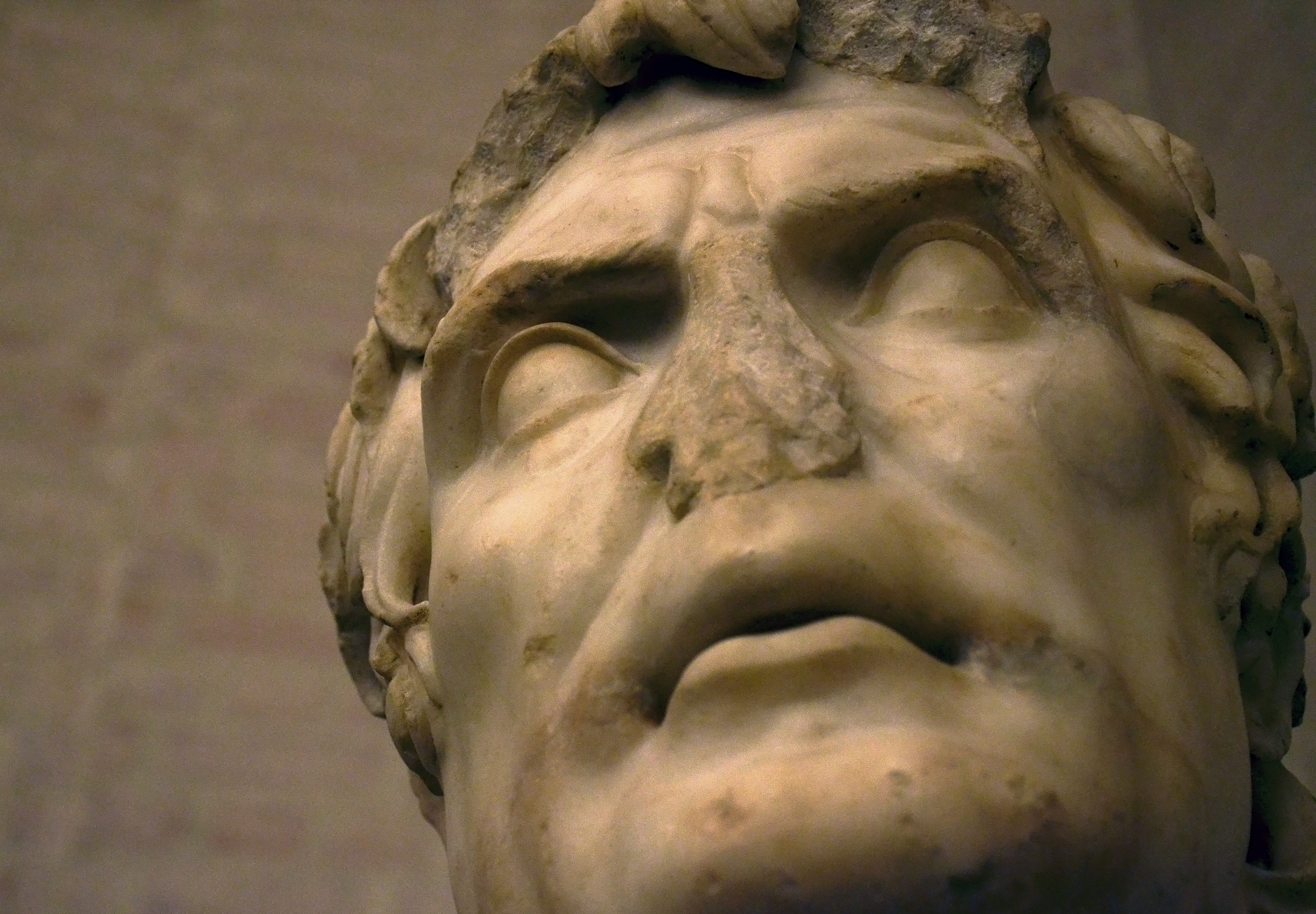
Pseudo-« Sylla », copie d'époque augustéenne, Glyptothèque de Munich.

Le 2 novembre 82, lendemain de sa victoire, Sylla réunit le Sénat au temple de Bellone. L'assemblée ratifie ses actes comme proconsul mais refuse de donner son aval à l'épuration de ses adversaires, les partisans de Sylla ne voulant pas être dépossédés de leur vengeance et les modérés préférant le statu quo. Face à ces réticences du Sénat, il réunit les comices le lendemain. Pour procéder à une purge politique tout en évitant les règlements de comptes aveugles qui ont eu lieu sous le régime des partisans de Marius, il recourt à une méthode originale : la proscription.
Par voie d'affichage, il fait savoir qu'il est interdit sous peine de mort de prêter asile ou d'aider un individu proscrit et que toute personne qui apportera la tête d'un proscrit, recevra une récompense - dans le cas d'un esclave, il recevra la liberté. Cette proclamation est accompagnée d'une première liste de proscrits qui comporte le nom de quatre-vingts personnages importants, tels que les quatre derniers consuls : Cnaeus Papirius Carbo, en fuite mais qui sera capturé et exécuté, Caius Marius « le jeune », assiégé et qui se suicidera, Caius Norbanus, réfugié à Rhodes où il se suicidera, Scipion Asiagenus, en exil à Massilia. Un certain nombre de proscrits sont ceux qui ont exécuté des partisans de Sylla en 87 ou en 82. S'ajoutent aussi à la liste Quintus Sertorius, déçu qu'on lui ait préféré Caius Marius « le jeune » pour le consulat et qui a rejoint assez tôt l'Hispanie, où il mènera une longue guerre, certains tribuns de la plèbe présents ou passés ainsi que les fils des derniers consuls.
Les 5 et 6 novembre, deux autres listes sont publiées, portant chacune les noms de 220 sénateurs et chevaliers. Au total, cela fait cinq cent vingt sénateurs ou chevaliers parmi les plus importants de Rome et d'Italie qui sont proscrits. La liste est close et ne subira aucun ajout ultérieur. La plupart des proscrits qui sont exécutés le sont à Rome devant Sylla, par la peine traditionnelle de la décapitation à la hache, et non sur leur lieu de capture, pour donner une forme légale à l'exécution. Il y a peu d'exemples d'exécutions sommaires ou barbares, même si on peut citer le sort de Marcus Marius Gratidianus, qui reçoit un supplice barbare probablement organisé par un rallié de la dernière heure, Catilina. Par une loi ultérieure, il est précisé que les biens des proscrits sont confisqués et vendus aux enchères et leur mémoire est vouée à la damnation (damnatio memoriæ). Leurs fils et petits-fils perdent leurs droits civils et politiques et sont exilés, de manière que personne ne puisse venger les proscrits. Beaucoup de personnes sont obligées de se cacher ou de fuir, dont le jeune Jules César, non proscrit, mais qui a refusé de divorcer de Cornelia Cinna et qui est en outre le neveu de Caius Marius.
Sylla doit aussi reprendre le contrôle de tout le territoire de la République, sachant que ses ennemis tiennent alors la Sicile, l'Afrique et l'Hispanie. Le Sénat confie au jeune Pompée, avec le rang de propréteur, la mission de reprendre les deux premières provinces, ce qu'il fait en moins de deux mois, permettant l'approvisionnement en blé de Rome. Sylla, quant à lui, a rapidement quitté Rome avec ses troupes pour se rendre à Préneste, où Caius Marius « le jeune » s'est suicidé, la ville recevant un sévère châtiment. En Italie, des villes du Samnium, du Bruttium, de Lucanie, certaines villes d'Étrurie et d'Ombrie, qui se sont rangées du côté des populares sont dépouillées au profit des vétérans.

#### Dictature (fin 82 - mi-81) et deuxième consulat (80)
Comme les consuls en charge qui sont proscrits sont morts, Sylla se fait nommer dictateur pour combler la vacance du pouvoir. La lex Valeria de décembre 82 marque le début de la dictature de Sylla. Ressuscitant une magistrature abandonnée depuis plus de cent ans, elle le nomme dictateur à vie. Élu par les comices, il obtient une compétence élargie et exceptionnelle. Il obtient des pouvoirs constituants - « dictator legibus scribundis et rei publicae constituendae » - et concentre entre ses mains, sans conditions de durée, la plénitude de l'autorité publique. Il choisit pour maître de cavalerie l'auteur de la loi et princeps senatus Lucius Valerius Flaccus, choix consensuel, vu qu'il s'agit d'un ancien partisan de Marius et une figure du Sénat pendant la période de tyrannie de Cinna et Carbon. Le premier devoir du nouveau dictateur est d'organiser les élections, qui voient Cnaeus Cornelius Dolabella et Marcus Tullius Decula devenir consuls, le premier étant un partisan de Sylla tandis que le second était un modéré ayant vécu sous le régime précédent. Il en va de même pour les préteurs,
où l'on trouve le neveu de Sylla, Sextus Nonius Sufenas, qui institue les ludi Victoriæ Sullanæ afin de commémorer la victoire de son oncle à la porte Colline, mais aussi le frère du consul proscrit Carbon. La vie politique semble reprendre son cours.

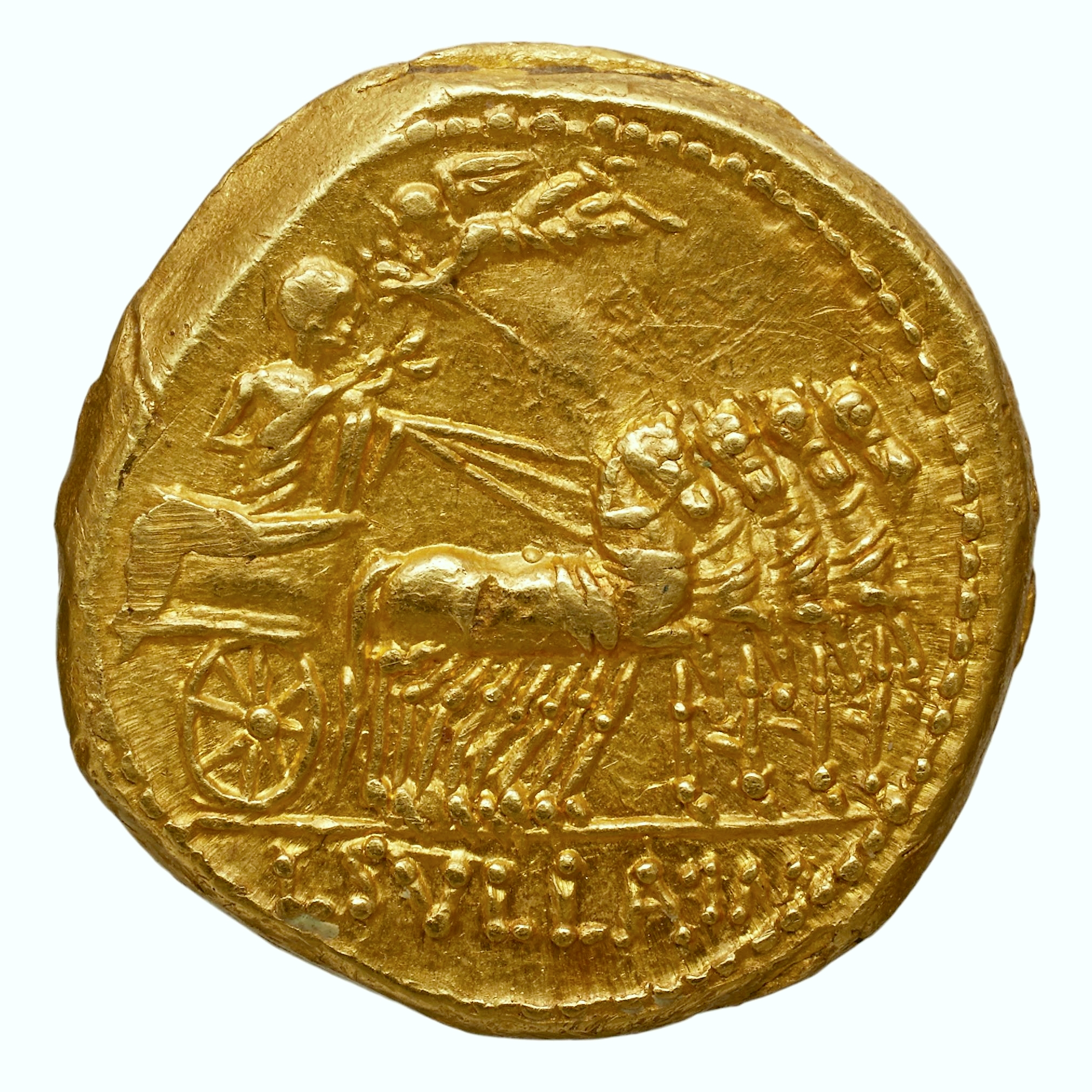
L·SVLLA·IM (Lucius Sylla imperator) Char triomphal de Sylla, sur un aureus de Lucius Manlius Torquatus, émis en 82 av. J.C.

Il célèbre son triomphe pour ses victoires en Orient sur Mithridate les 29 et 30 janvier 81 et il prend à la fin de la cérémonie le second cognomen de Felix, « fortuné, chéri des dieux », qu'il explique lui-même un jour comme « protégé de Vénus ». Lucius Licinius Murena obtient aussi le triomphe pour la deuxième guerre de Mithridate, ainsi que Caius Valerius Flaccus pour des opérations en Gaule et le jeune Pompée, qui après avoir vaincu les derniers partisans de Marius en Sicile et en Afrique en quelques semaines seulement, a réinstallé Hiempsal II sur le trône de Numidie ce qui lui vaut le triomphe.
Sylla abdique la dictature après six mois, le 1er juin 81. Il consacre le dixième de ses biens à Hercule, divinité installée au Forum Boarium, près du vieux port, et qui protège les hommes énergiques et entreprenants. C'est une vieille coutume tombée en désuétude que l'homme le plus riche de son temps consacre la dîme de ses biens à une divinité. De nombreux banquets sont organisés au mois d'août ainsi que des jeux remportant un vif succès à l'automne 81. Sylla est élu consul pour l'année à venir, l'an 80, avec son fidèle allié Quintus Caecilius Metellus Pius. La vie politique semble apaisée.
Lui et son épouse Caecilia Metella Dalmatica marient Aemilia Scaura, la fille qu'elle a eue de Scaurus, à Pompée, afin de forger une alliance avec lui et de s'assurer de sa loyauté, et Sylla cède à Pompée le droit de demander à célébrer un triomphe à l'âge de vingt-cinq ans, recevant le surnom « le Grand » à l'occasion. Les deux époux doivent d'abord divorcer, notamment Aemilia qui est alors enceinte de Manius Acilius Glabrio. Elle meurt quelques mois plus tard en accouchant. Le premier fils de Sylla, Lucius, meurt pendant l'hiver 82/81. Sa mère, Caecilia Metella, tombe malade peu après, en août 81. La considérant condamnée, les pontifes interdisent à Sylla de la voir. Elle meurt divorcée et éloignée de son époux. Sylla organise de somptueuses funérailles, en contradiction avec les lois qu'il a fait adopter peu de temps avant, probablement parce qu'il ressent une peine profonde pour sa femme pour laquelle il a toujours témoigné beaucoup de respect, plutôt que pour exalter la puissance de la famille de sa femme.
« Il n'hésite pas à dire qu'il considère comme une chance venue du ciel la bonne entente qu'il a avec son collègue au consulat, cousin de sa femme, dont il craignait qu'il lui fasse les pires avanies ». Plutarque ne rapporte que cette anecdote pour le second consulat de Sylla, qui s'inquiétait de son entente avec Pius dans le partage du pouvoir. Aux élections de l'été 80 pour l'année 79, Sylla est plébiscité par le peuple mais il refuse d'assumer une nouvelle fois la magistrature, ce qui aurait été en contradiction avec les institutions qu'il avait lui-même rétablies. Sont élus Appius Claudius Pulcher, un de ses partisans qui avait été exilé par Caius Marius, et Publius Servilius Vatia Isauricus, qui avait tenté la même année d'empêcher le retour de Marius à Rome.

#### Œuvre constitutionnelle
L'œuvre réformatrice qu'il entreprend pendant deux ans n'a pas de vocation monarchiste. Il veut rajeunir et renforcer le système républicain, en débarrassant l'oligarchie de ses ennemis, qui depuis les Gracques paralysent son action gouvernementale, et lui assurer la direction pleine et entière de l'État.
La loi judiciaire et la loi sur la province d'Asie, favorable à l'ordre équestre, sont abrogées. Le monopole judiciaire, enlevé aux chevaliers, revient aux sénateurs. En Asie, le système du fermage fait place à la perception directe. Les chevaliers perdent leur place d'honneur au théâtre.
La puissance du grand « capitalisme » comme ordre politique est brisée, comme celle du parti démocratique, qui reposait sur les comices et le tribunat : les comices tributes perdent leurs attributions législatives qui passent intégralement aux comices centuriates, qui sont ramenées à leur organisation primitive. Le tribunat est frappé dans son recrutement et dans sa compétence : Sylla interdit l'accès des magistratures supérieures aux anciens tribuns, et le droit de veto des tribuns est restreint à sa forme primitive, subordonné à l'autorisation préalable du Sénat.
Enfin, le Sénat romain, organe essentiel de l'oligarchie, prend la direction exclusive de l'État : le nombre de sénateurs passe à six cents. Son recrutement est assuré par l'augmentation du nombre annuel des questeurs. La censure est supprimée, assurant le caractère viager de la fonction sénatoriale. Le Sénat recouvre son droit de veto, auctoritas patrum, sur toutes les décisions législatives des comices. Il reçoit le droit de rappeler à son gré les gouverneurs de province ou de les laisser en fonction.
Sylla entend mettre au service de l'oligarchie sénatoriale restaurée une solide clientèle, attachée par l'intérêt : vétérans, esclaves cornéliens, acheteurs des biens des proscrits. Les vétérans, au nombre de 120 000, reçoivent des terres en Italie, les uns sous forme de lots individuels, les autres par leur participation aux colonies militaires installées surtout en Italie centrale (Latium, Étrurie, Ombrie et Campanie), où il transforme Pompéi en colonie romaine, dotée du nom de Colonia Veneria Cornelia Pompeii. Sylla fonde également une colonie romaine à Aleria, en Corse. Les esclaves cornéliens, qui appartenaient aux proscrits et que Sylla avait affranchis en leur accordant le droit de cité, au nombre de 10 000, forment autour de Sylla une véritable garde du corps. Enfin la masse des acheteurs de biens des proscrits n'a pas intérêt à un changement de régime.

### Fin de vie (79-78)

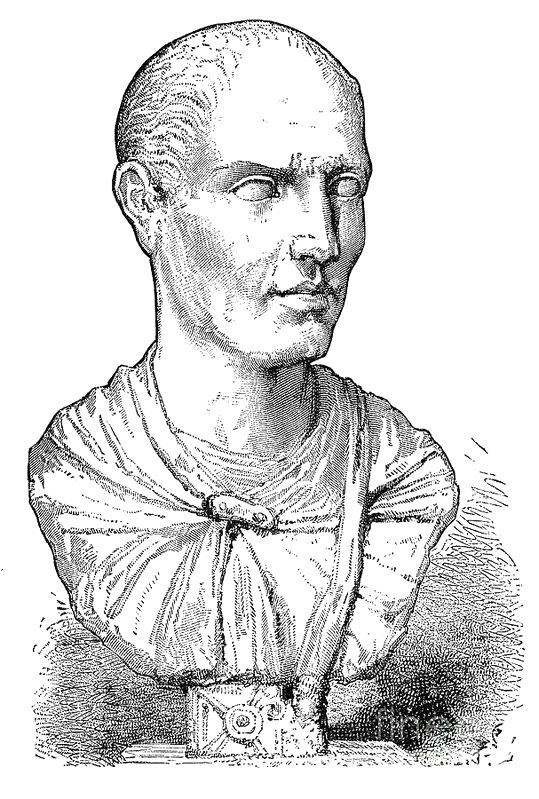
Gravure d'un buste en marbre traditionnellement attribué à tort à Lucullus. Ami de Sylla, il combat à ses côtés lors de la guerre sociale puis de la première guerre contre Marius et la première guerre de Mithridate. Il poursuivra la conquête de l'Asie pendant la troisième guerre de Mithridate.

À l'issue de son second consulat, Sylla redevient un simple sénateur et partage sa vie entre Rome et sa villa en Campanie. Il participe à certaines séances du Sénat sur des sujets d'importance, comme le suivi de la guerre sertorienne en Hispanie, où le proconsul Quintus Caecilius Metellus Pius subit d'importants revers face à Quintus Sertorius. Il prend part aussi aux élections consulaires pour l'année 78, où il voit avec consternation le jeune Pompée soutenir Marcus Æmilius Lepidus, un rallié de la dernière heure, élu largement devant Quintus Lutatius Catulus, un fidèle de Sylla. Il surveille aussi l'avancée des travaux de la reconstruction du Capitole.
C'est à cette époque qu'il rédigea ses Mémoires ou son Autobiographie. On ne connaît pas le titre, Plutarque parle de Commentaires, Aulu-Gelle l'intitule Res Gestae. Sylla serait mort brusquement et n'aurait pas terminé l'ouvrage, selon Suétone, le dernier livre étant complété par un de ses affranchis, Lucius Cornélius Epicadus. Ces Mémoires sont perdus, Priscien étant le dernier auteur à les citer. Ils étaient composés de 22 livres, seuls 23 fragments, tous antérieurs à la dictature, sont parvenus à partir de citations indirectes, la grande majorité venant de Plutarque,.
Il assiste aussi à Rome à de nombreuses représentations théâtrales, et rencontre Valeria lors de l'une d'entre elles. Elle a vingt-cinq ans et lui cinquante-huit ans, Plutarque juge sévèrement le nouveau couple qui se marie,. Une fille naîtra courant 78 de cette union après la mort de Sylla, Cornelia Postuma,. En effet, l'ancien dictateur meurt dans sa soixantième année au début de l'année 78 dans sa villa en Campanie, près de Cumes et de Pouzzoles.
Plutarque s'étend sur les horreurs d'une phtiriase (maladie pédiculaire, c'est-à-dire causée par les poux) dont Sylla aurait souffert dans ses derniers jours et y voit la cause indirecte de sa mort, mais on ne croit plus guère au tableau clinique que les auteurs antiques donnent de la phtiriase. François Hinard ne mentionne même pas la phthiriase dans son récit de la fin de Sylla.
Les historiens modernes attachent plus d'importance à une circonstance des derniers instants de Sylla mentionnée par Plutarque lui-même, et par Valère Maxime : un vomissement de sang concomitant à un accès de colère contre le magistrat de Pouzzoles Granius, qui doit au trésor public une somme considérable mais diffère de la payer en attendant la mort du dictateur pour en frustrer la République.
Quintus Lutatius Catulus propose immédiatement qu’on lui fasse les obsèques qui convienne à un homme de son rang, mais cette proposition est combattue violemment par son collègue Marcus Æmilius Lepidus. Le Sénat vote malgré tout une série de mesures exceptionnelles pour les funérailles d'État de Sylla : une suspension de toutes les affaires publiques, un cortège qui traverse toute l'Italie et des cérémonies à Rome sur le Champ de Mars, où sont déposés dans un tombeau les cendres de l'ancien dictateur. La pompe funèbre se déroule avec la magnificence d'une parade militaire, et ces obsèques sont le premier exemple de funérailles nationales romaines.
Le testament de Sylla nomme tous ses amis, à commencer par le fidèle Lucullus, qui est chargé d'assurer la tutelle des enfants de Sylla et la publication de ses Mémoires. Seul y manque le jeune Pompée, à qui l'ancien dictateur n'a peut-être pas pardonné le soutien à Æmilius Lepidus lors des élections consulaires. Sur son monument funéraire, Sylla a voulu qu'on fasse graver l'épitaphe suivante : « Personne ne fit plus de bien que lui à ses amis ; personne ne fit plus de mal que lui à ses ennemis ».
Ce Marcus Æmilius Lepidus est un ancien proche des partisans de Caius Marius qui s'est rallié à Sylla. Il n'a pas hésité à profiter de la proscription de 82 pour s'enrichir par le biais de la vente des biens des condamnés, et est suspect aux yeux de nombreux partisans de Sylla pour son comportement ambigu et son ralliement tardif. À peine Sylla mort, il s'attaque à ses réformes avec une grande violence, le dénonçant comme un tyran si l'on en croit Salluste,. Cela mène à des insurrections en Italie, dont le Sénat le charge, avec son collègue, de les réprimer, et il se réjouit d'être doté d'un commandement légal. Cela lui permet de rejoindre en Étrurie un certain nombre de proscrits, et, au contraire de son collègue, il reste à la tête de son armée quand bien même la révolte est matée et que le Sénat le rappelle. Il se retrouve donc à la tête d'une forte armée d'anciens partisans de Marius ayant pour but de mettre à bas la constitution de Sylla défendue par le Sénat, tenant une grande partie du nord de l'Italie. Après de longues hésitations, Lepidus est déclaré « ennemi public » par un senatus consultum ultimum, puis vaincu alors qu'il marche sur Rome en 77 par Pompée et Catulus.

## Portrait
Il n'existe actuellement aucune statue attestée de Sylla. Si l'on a cru pouvoir le reconnaître dans certains bustes ou statues dispersés dans différents musées, c'est parce que ces représentations correspondaient à l'idée que l'on se faisait du personnage. Son seul véritable portrait est le profil représenté sur un denier de son petit-fils Quintus Pompeius Rufus, datant de 54 av. J.-C.. On ne pourrait pourtant que difficilement identifier un buste anonyme aux contours plus ou moins semblables, d'autant plus qu'on a mis en doute le réalisme de ce portrait.

## Culture populaire
- Dans le téléfilm Jules César, Sylla est incarné par Richard Harris.